# Bataille de France
Pour les articles homonymes, voir Campagne de France.
Matériel abandonné dans le nord de la France
Armées allemandes défilant à Paris
Soldats britanniques examinent un PaK 36 allemand
Panhard 178 française détruite
Soldats français en route vers les camps de prisonniers de guerre allemands
Seconde Guerre mondiale
Batailles
- Drôle de guerre
- Évacuation des civils de la ligne Maginot
- Mobilisation
- Offensive de la Sarre
- Baie de Heligoland
- Incident de Mechelen
- Plan Jaune
- Plan Dyle
- Luxembourg
- Ében-Émael
- Hannut

- Sedan
- Dinant
- Monthermé
- Givet
- La Horgne
- Gembloux
- Flavion
- Louvain
- Charleroi

- Stonne
- Montcornet
- La Sambre
- Arras

- L'Escaut
- Amiens
- La Lys
- Massacre de Vinkt
- Boulogne-sur-Mer
- Calais
- Poche de Lille
- Massacre du Paradis
- Abbeville
- Dunkerque
- Capitulation belge

- L'Aisne
- L'Ailette
- Opération Paula
- l’Exode
- Pont-de-l'Arche
- Opération Cycle
- Opération Ariel

- Les Alpes
- Vallon du Seuil
- Bombardement de Toulon
- Opération Vado
- La Loire
- Saumur
- La vallée du Rhône
- Bombardements de Marseille
- Menton (Pont-Saint-Louis)
- Combats aériens en Suisse
- Armistice du 22 juin

La bataille de France ou campagne de France désigne l'invasion des Pays-Bas, de la Belgique, du Luxembourg et de la France, par les forces du Troisième Reich, pendant la Seconde Guerre mondiale, soit de mai à juin 1940.
L'offensive allemande débute le 10 mai 1940, mettant fin à la « drôle de guerre ». Après la percée allemande de Sedan et une succession de reculs des armées britannique, française et belge, ponctuées par les batailles de la Dyle, de Gembloux, de Hannut, de la Lys et de Dunkerque qui voit le rembarquement des troupes britanniques. Diminuée et restée seule face à la Wehrmacht, l’armée française recule, menant à la demande d'armistice du gouvernement Pétain, qui est signé le 22 juin, l’état-major français ayant refusé la capitulation.
Le territoire des quatre pays est alors occupé militairement selon différentes modalités : en France, une zone occupée par le Troisième Reich au Nord et à l'Ouest, une zone très réduite occupée par l'Italie dans le Sud-Est et une zone libre sous l'autorité du gouvernement de Vichy. Dans la zone nord de la France occupée, une zone dite « zone interdite » se compose des départements du Nord rattachés au gouvernement militaire de la Belgique occupée, sous les ordres du général von Falkenhausen, qui a tous les pouvoirs. Les cantons d'Eupen et de Malmedy, partie germanophone de la Belgique, à l'est du pays, devenus belges en 1919, sont annexés à l'Allemagne de facto ; il en est de même pour l'Alsace et le département de la Moselle ainsi que pour le Grand-duché de Luxembourg. Les Pays-Bas sont sous l'autorité d'un gouverneur issu du parti nazi, un gauleiter, qui dispose de tous les pouvoirs par délégation spéciale de Hitler.
L‘ensemble de ces territoires n'est libéré par les offensives alliées qu'à partir de juin 1944 ; les derniers ne le seront qu'en mai 1945.

## Contexte géopolitique
- 18 juillet 1936 au 1er avril 1939[7] : la guerre d'Espagne. Le Premier ministre britannique Neville Chamberlain refuse d'aider le gouvernement républicain espagnol et le gouvernement de Léon Blum ne peut déroger aux accords de l'Entente cordiale franco-britannique[8], ce qui permet au général Franco d'établir son emprise en Espagne, et à Hitler et Mussolini d’intervenir aux côtés des nationalistes et de tester leurs armes de guerre respectives. L'Union soviétique, quant à elle, soutient à partir d'octobre 1936 les républicains espagnols en vendant du matériel de guerre et en envoyant des formateurs militaires pour organiser leur résistance[9],[10] ;
- 30 septembre 1938 : les accords de Munich[11] avalisent l'annexion des Sudètes à Hitler. Avant de signer cet accord, le Premier ministre britannique Neville Chamberlain avait rencontré trois fois Hitler, sachant que le Royaume-Uni n'était pas suffisamment armé pour faire face aux ambitions du Troisième Reich et que les populations britannique et française ne voulaient pas d'une nouvelle guerre.

Lors de son retour à Londres, Chamberlain déclare : « Mes bons amis, pour la deuxième fois de notre histoire, un Premier ministre britannique revient d'Allemagne apportant la paix dans l'honneur. Je crois que c'est la paix pour notre temps… Retournez à la maison et dormez paisiblement. » (« My good friends, for the second time in our history, a British Prime Minister has returned from Germany bringing peace with honour. I believe it is peace for our time… Go home and get a nice quiet sleep. »).
De son côté, Édouard Daladier, président du Conseil français, amer et lucide, confie dans l'avion du retour à Alexis Léger, alias Saint-John Perse, secrétaire général du Quai d'Orsay : « Les cons ! Ah les cons ! S'ils savaient ce qui les attend… »
- 15 mars 1939 : invasion par le Troisième Reich de la Bohême-Moravie, partie occidentale de la Tchécoslovaquie[13].
- 23 août 1939 : signature du pacte de non-agression germano-soviétique, où les deux pays s'entendent notamment sur un partage de la Pologne et dans un premier temps, sur la « neutralité » de l'URSS dans le conflit à venir à l'ouest de l'Europe[14].
- 1er septembre 1939, à 4 h 45 : les troupes allemandes envahissent la Pologne[15], sans déclaration de guerre, et après d'intenses bombardements. Le Royaume-Uni et la France déclarent la guerre à l'Allemagne deux jours plus tard le 3 septembre.
- 17 septembre 1939 : l'armée soviétique attaque la Pologne sans déclaration de guerre préalable, soit seize jours après le début de la campagne de Pologne par l'Allemagne nazie.
- Fin septembre, la Pologne est occupée par l’Allemagne et son alliée l’URSS qui se partagent son territoire selon leurs accords du mois d'août.

### La «drôle de guerre»

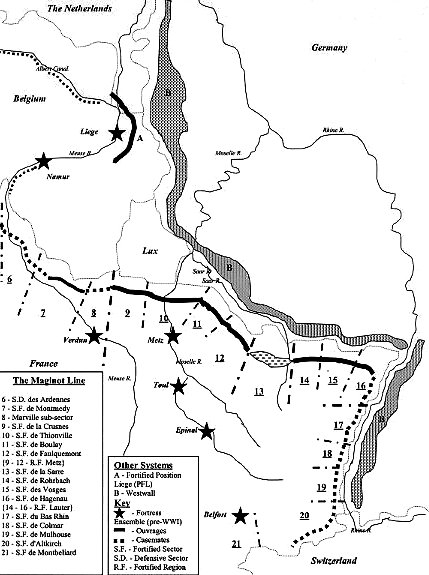
Carte de la ligne Maginot.

Après l'invasion de la Pologne commencée le 1er septembre 1939, les Alliés déclarent la guerre à l'Allemagne le 3 septembre 1939. Le Royaume-Uni communique la déclaration à 11 h et la France à 17 h. Le jour même, des troupes de reconnaissance françaises font des incursions en territoire allemand. Quatre jours après la déclaration de guerre à l'Allemagne, l’Armée française commandée en chef par le général Gamelin franchit la frontière allemande le 7 septembre 1939 pour pénétrer en Sarre ; l'opération est confiée aux troisième, quatrième et cinquième armées constituant le 2e groupe d'armées (GA2) sous le commandement du général Prételat, mettant en ligne neuf divisions (sur un total de 102 divisions).
Durant cette offensive de la Sarre, les troupes françaises avancent de dix kilomètres en territoire allemand, où les populations civiles allemandes ont été évacuées et mises à l'abri des combats. De plus, tout ce qui permet de se ravitailler est emporté ou saboté, des dizaines de milliers de mines antipersonnel (S-Mine) et antichars (Teler-Mine) sont installées sur les routes, les chemins, les ponts, les places et dans les maisons. Le 8 septembre, les groupes de reconnaissance sont atteints par les mines. Le 9 septembre à 3 h 50 du matin, quatre divisions lancent une offensive dans les vallées de la Sarre et de la Blies. Les Allemands font immédiatement sauter tous les ponts sur les cours d'eau. Quatre chars français R35 sont détruits par des mines au nord de Bliesbruck. La première armée allemande reçoit l'ordre de ne pas contre-attaquer, de laisser les unités françaises avancer et de n'opposer qu'une guerre de sabotage et d'escarmouches.
Le 17 septembre l'Allemagne et l'URSS annoncent qu'elles ont signé le Pacte germano-soviétique de non-agression, mais gardent secret le partage envisagé de la Pologne. L'Armée polonaise est donc prise en étau. Le 18 septembre, les divisions françaises progressent de 8 kilomètres et établissent un front large de 25 km. L'armée française est à 4 km de la ligne Siegfried, à portée de l'artillerie de son ennemi. Le général Gamelin apprend que la Pologne a été envahie à l'est par l'URSS qui est passée à l'offensive le 17 septembre : les opérations sur le front franco-allemand sont arrêtées, la ligne de front est fortifiée, et la presse internationale est invitée à constater la victoire remportée par l'armée française malgré la défense des troupes allemandes. Les centaines de soldats français tués, en particulier ceux de la 11e division, dite la « Division de Fer », sont rapatriés discrètement pour être enterrés à Sarreguemines où on peut toujours voir le monument. Environ 2 000 soldats français ont été perdus (blessés, malades et tués) pendant cette opération qui a duré dix jours.
Les commandements français et britannique avaient estimé l'armée polonaise capable de tenir tête plusieurs mois à l'armée allemande, c'est-à-dire jusqu'au printemps. Mais après la défaite polonaise fin septembre 1939, les troupes françaises quittent les avant-postes de la Sarre et se replient derrière la ligne Maginot. Les états-majors britannique et français sont persuadés qu'ils peuvent bloquer les Allemands comme lors de la Première Guerre mondiale. Les forces du Royaume-Uni, qui avait envoyé sur le continent un corps expéditionnaire britannique (en anglais British Expeditionary Force ou BEF en abrégé), s'installent dans l'attente du prochain mouvement allemand, en maintenant un blocus maritime afin de provoquer l'effondrement allemand comme en 14-18. Stratégie de blocus absolument illusoire puisque l'URSS livre des centaines de milliers de tonnes d'aliments et de matières premières au Reich, qui importe aussi massivement du fer norvégien et du pétrole roumain. Au 10 mai 1940, la RAF engage 416 avions dont 92 chasseurs et 192 bombardiers sur le sol français. Cette force aérienne, la BAFF (British Air Forces in France) était sous le commandement de l'Air Marshal Barratt et se subdivisait à son tour en Advanced Air Striking Force (AASF) dont la mission était de renforcer l'Armée de l'air française et l'Air Component of the British Expeditionary Force (BEF) chargée de soutenir le Corps expéditionnaire britannique.
Cette période de trêve tacite, que l'on surnomma la « drôle de guerre », dure jusqu'au 9 avril 1940, date de l'opération Weserübung lancée par l'Allemagne sur le Danemark et la Norvège, pour devancer les Alliés qui prévoyaient d'envoyer un corps expéditionnaire à Narvik afin de priver l'industrie allemande de l'approvisionnement du minerai de fer de la mine de Kiruna, en Suède, qui se transportait par le port de Narvik l'hiver, quand la navigation à travers la mer Baltique était empêchée par la glace pendant quatre ou cinq mois.
Hitler, qui voulait une attaque sur l'Europe occidentale dès le 12 novembre 1939 juste après l'invasion de la Pologne, est convaincu par son État-major de la reporter à l'année suivante. La Wehrmacht prépare pendant ce temps les plans d'invasion.

### Genèse du plan allemand
À l'origine, l’Oberkommando der Wehrmacht (grand état-major de la Wehrmacht) ou OKW envisageait une attaque du front ouest en préconisant une stratégie d'enveloppement des armées alliées par le nord ; en quelque sorte une reprise du plan Schlieffen de 1914 qui aurait amené le puissant groupe d'armées B, celui du général von Bock, stationné au nord du front allemand, à déborder les unités franco-britanno-belges sur leur aile gauche, par une offensive blindée à travers la Belgique et les Pays-Bas, et d'en rabattre les éléments défaits sur la région lorraine. Dans un deuxième temps, il était envisagé de prendre en tenaille les troupes alliées restantes ; le groupe d'armées B venant de l'ouest les repoussant sur le groupe d'armées A du général von Rundstedt, placé entre le groupe d'armées B et le groupe d'armées C du général von Leeb, lui-même au sud du front vers l'Alsace, et qui aurait joué le rôle d'une enclume sur laquelle auraient été définitivement écrasées les meilleures divisions alliées. Les Alliés eurent connaissance de ce plan initial par les Belges, à la suite de l'atterrissage forcé d'un avion de la Luftwaffe, à Mechelen-aan-de-Maas (en français : Malines-sur-Meuse), en Belgique, le 10 janvier 1940 et à la saisie de documents dont était porteur un officier allemand,.

Fall Gelb, l'autre cas jaune concocté par Manstein à la veille de la bataille de France.

À la suite de l'attaque de la Pologne, Hitler, dont les plans d'expansion à l'est, élaborés de longue date (1922), étaient de soumettre la Russie afin de permettre la conquête d'un « espace vital » pour le peuple allemand (le Lebensraum), ainsi que la « destruction de la puissance juive » dont elle était censée être le berceau, et qui espérait pour cela le concours du Royaume-Uni,, fut surpris de sa réaction et de celle de la France car il avait fait l'erreur de croire à la passivité des puissances occidentales, comme lors de ses précédentes agressions, en particulier contre la Tchécoslovaquie (le 15 mars ses armées occupent le reste du pays (Bohême et Moravie) et il instaure le protectorat de Bohême-Moravie) et pensait qu'il en serait de même pour sa revendication sur le Corridor de Dantzig.
Bien que la déclaration de guerre des Alliés occidentaux contrariât ses plans initiaux — la guerre contre l'Union soviétique attendrait —, il souhaitait profiter de l'effet de sa victoire éclair sur la Pologne pour « infliger une défaite cuisante à la France et […] forcer la Grande-Bretagne à reconnaitre sa faiblesse et à trouver un accommodement ». Une fois la guerre gagnée à l'ouest, il pourrait se retourner contre le « judéo-bolchevisme » de l'Est et conquérir la Russie afin d'assurer l'avenir à long terme du Reich, par les ressources immenses de ces territoires. Cependant ses généraux ne mettaient pas la guerre à l'ouest sur le même plan que la bataille de Pologne, laquelle fut tout de même coûteuse en matériel détruit (la moitié des chars et véhicules à moteurs avaient été mis hors d'état). Ils craignaient la puissance défensive de la France (son immense armée et sa ligne Maginot) ainsi que le bloc que constituait l'alliance avec la Grande-Bretagne et son Empire. Ils considéraient que les forces armées allemandes n'étaient pas prêtes pour un conflit, qui, à leurs yeux, ne pouvait que durer. Hitler, dans un premier temps, enragea devant leurs hésitations mais finit par s'incliner devant leurs arguments sur les mauvaises conditions climatiques annoncées (à l'automne 1939) et les problèmes de transport. Il accepta donc de nombreux reports pour le début de l'offensive (un total de 29). L'intervention en Scandinavie fut ensuite une priorité. Toute la période de la « drôle de guerre » permit, en fin de compte, un renforcement très important des moyens militaires allemands et la mise au point d'un plan d'attaque audacieux. Ce plan, issu d'une idée du général von Manstein, consistait à attaquer à l'endroit le plus inattendu. Hitler le fit sien,.
Le plan de Manstein, baptisé par Winston Churchill « Sichelschnittplan » (coup de faucille), prenait le contre-pied de la théorie précédente et préconisait une attaque en force venue, non plus du nord, mais du centre. Il partait de l'hypothèse qu'il fallait surprendre l'adversaire au défaut de la cuirasse puis, la surprise passée, le prendre de vitesse dans une avance rapide vers la Manche : le pivot de l'offensive ne pouvait se trouver qu'à travers le massif boisé de l'Ardenne, région défendue, dans la partie belge, par des unités d'avant-garde, les chasseurs ardennais, et, du côté français, dans la région de Sedan, par des unités françaises de réservistes mal armés et sous-équipés. Or, Sedan est le lieu précis où l'on avait arrêté la construction de la ligne Maginot. Ce nouveau plan, par sa hardiesse même et sa logique tant tactique que stratégique, enthousiasma Hitler qui l'imposa à un OKW réticent.
Dès lors, le Fall Gelb (plan jaune) vit le jour ; désormais le poids du succès reposait sur le groupe d'armées du centre, le groupe d'armées A de Rundstedt, dont on s'empressa de renforcer les capacités opérationnelles en mettant à sa disposition les deux tiers des forces blindées de toute l'armée (sept divisions blindées et trois divisions mécanisées). Pendant que le groupe d'armées B du général von Bock envahissait la Belgique et les Pays-Bas, entraînant l'intervention des armées alliées dans ce secteur du front, le groupe d'armées de Rundstedt, constitué de trois armées et des blindés de Kleist, devait attaquer plein ouest depuis les frontières belge et luxembourgeoise, percer sur la Meuse, entre Sedan et Namur, en franchissant les Ardennes. Tandis que le groupe d'armées C, de Leeb, fixait les unités françaises de la ligne Maginot et du Rhin.

## Forces en présence au 10 mai
| Nation                   | nombre de divisions | nombre de canons | nombre de blindés | nombre d'avions |
| ------------------------ | ------------------- | ---------------- | ----------------- | --------------- |
| France                   | 86                  | 10 700 (a)       | 2 268             | 1103            |
| Royaume-Uni (b)          | 13                  | 1 300            | 310               | 460             |
| Belgique                 | 22                  | 1 400            | 280               | 250             |
| Pays-Bas                 | 13                  | 700              | 1                 | 175             |
| Luxembourg               | 0                   | ?                | ?                 | ?               |
| Pologne                  | 1                   | ?                | 45                | 75              |
| Total des armées alliées | 135                 | 14 100           | 2 724             | 2 285           |
| Allemagne                | 141                 | 7 000            | 2 574             | 4 020 (c)       |

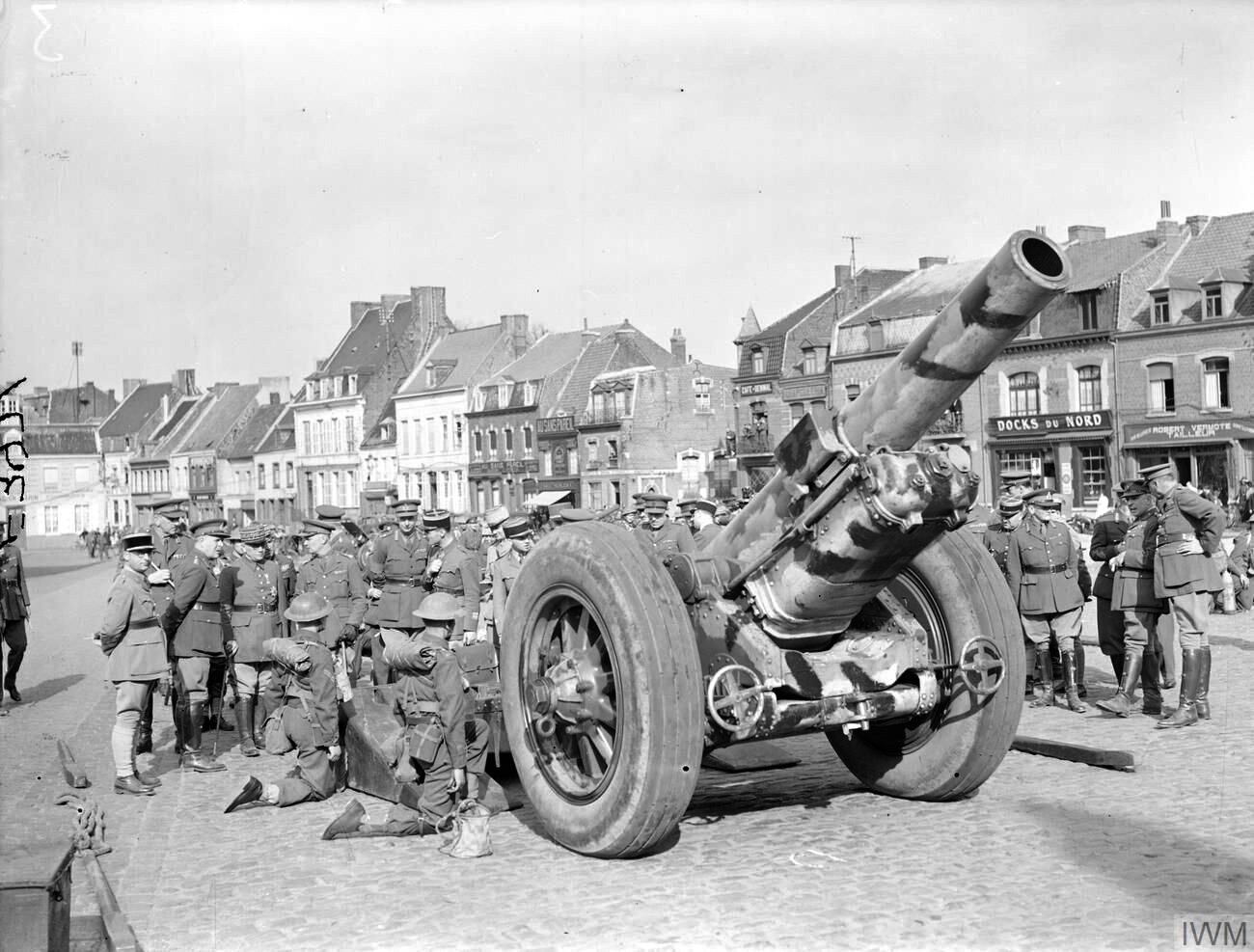
Une pièce d'artillerie de 8 pouces de la British Army inspectée par le général français Alphonse Georges à Orchies le 23 avril 1940.

- (a) En ce qui concerne la France, si le chiffre des matériels en date du 1er septembre 1939 est exactement établi, il en va différemment pour celui du 10 mai 1940. Ainsi l'Armée française disposait, dès septembre 1939, de 2 946 blindés, dont 2 300 chars et 650 automitrailleuses, sans compter les 1 590 chars obsolètes Renault FT, les 8 Chars FCM 2C[28] et 3 700 chenillettes de transport et ravitaillement, inutilisables au combat. En outre, de septembre 1939 à mai 1940, 2 909 nouveaux blindés (dont 1 597 chars ; 314 lourds) avaient été produits, dont 264 livrés à la Turquie et la Roumanie, et une autre partie inachevés et restés au parc du matériel de Gien (environ 700). Quoi qu'il en fût, au 10 mai 1940, la France possédait un minimum de 3 700 chars plus ou moins modernes, sans compter plusieurs milliers d'autres véhicules blindés légers, automitrailleuses, chars obsolètes ou chenillettes d'infanterie. Si certains modèles de chars français (B1 bis, Somua S-35) surclassaient les chars allemands en termes de blindage et d'armement , les unités de chars souffraient toutefois de graves défauts d'ordre technique et tactique : absence quasi totale de radios, visibilité et ergonomie intérieure des chars médiocres, manque de fiabilité des moteurs, équipages de trois hommes (ce qui surchargeait de tâches le chef de char dans la tourelle APX très mal conçue), approvisionnement en carburant problématique, etc. Les unités de chars manquaient gravement de protection anti-aérienne — de DCA comme de liaison avec les escadrilles de chasse. Même vainqueurs en plusieurs combats contre les panzers allemands, les chars français étaient donc désarmés contre les Stukas. Enfin, si dès le milieu des années 1930 l’état-major français avait décidé de créer des divisions cuirassées équipées de chars rapides et puissants pour l'attaque en profondeur, la mise sur pied de ces grandes unités avait progressé lentement, contrariée à la fois par les hésitations politiques, la multiplication de projets n'aboutissant pas ou lentement, les contraintes budgétaires et par le conservatisme d'une partie des généraux ; et plus profondément par la difficulté à introduire des innovations radicales dans une armée de conscription, où les soldats ne sont opérationnels que quelques mois, à la fin de leur service.
- (b) Ne sont pris en compte que l'armement et effectifs du BEF (British Expeditionary Force) en France au 10 mai.
- (c) Ce chiffre ne prend en compte que le nombre d'avions réellement opérationnels.

Les armées françaises, britanniques, belges et néerlandaises totalisent quelque 135 divisions sur le front nord/nord-est, soit environ 2 900 000 hommes. Mais elles ne forment pas un ensemble cohérent — il n'y a, notamment, aucune unité d'action avec les armées belge et néerlandaise. La Wehrmacht, bien soudée sous un commandement unique, comporte 137 divisions, soit 2 750 000 hommes. Sur le front sud, l'Italie alignera 22 divisions appartenant à la première et quatrième armée Italienne face aux 5 divisions françaises de l'armée des Alpes, ce rapport de force restera le même durant tout le mois de mai et le mois de juin.
État des forces blindées allemandes au 1er septembre 1939 et au 10 mai 1940 :
| Modèles            | Au 1er septembre 1939 | Au 10 mai 1940 |
| ------------------ | --------------------- | -------------- |
| Pz I               | 1 445                 | 523            |
| Pz II              | 1 223                 | 955            |
| Pz III             | 98                    | 349            |
| Pz IV              | 211                   | 278            |
| Skoda.35 (t)       | 0                     | 166            |
| Skoda.38 (t)       | 0                     | 228            |
| Pz de commandement | 0                     | 135            |
| Totaux             | 2 977                 | 2 574          |

## Offensives allemandes

### Première offensive à travers la Belgique et les Pays-Bas

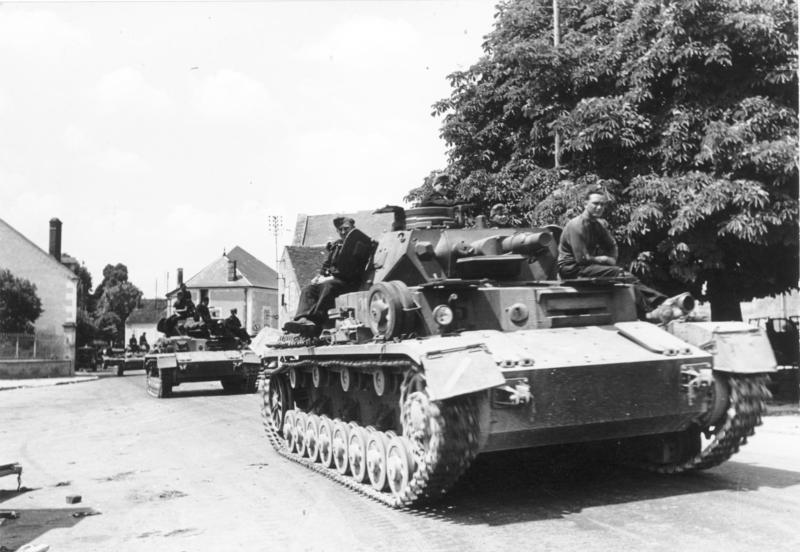
Colonne de Panzer IV traversant un village français en mai 1940.

Le 10 mai 1940, la Wehrmacht attaque en envahissant les Pays-Bas, le Luxembourg et la Belgique,,. La Luftwaffe procède au bombardement systématique des aérodromes. Le commandement français s'y était préparé du fait des contacts secrets existant avec le roi des Belges et son état-major depuis 1938 et aussi à la suite des avertissements des attachés militaires français, belges et hollandais en Allemagne (et encore par la révélation des plans allemands tombés dans les mains belges à la suite d'un incident aérien à Malines-sur-Meuse, le 10 janvier 1940), comme le relate, dans ses mémoires, le général en chef français Maurice Gamelin. Aussi, le général français Chambon arrive-t-il au Quartier général de l'armée belge pour coordonner la stratégie des armées désormais alliées. En même temps, l'armée française entre en Belgique, comme il était prévu de longue date par le plan Dyle. La première escadrille française envoyée au-devant des colonnes blindées allemandes pénétrant en Belgique ne les a pas bombardées in extremis. Les pilotes avaient cru discerner dans leur environnement immédiat des colonnes de réfugiés et ont voulu à tout prix éviter de causer des pertes parmi ces derniers.

Route suivie par la 6e armée allemande du 10 mai au 26 juin 1940 (carte espagnole).

Mais toutes les prévisions alliées sont déjouées, les Allemands utilisant à plein les concepts de choc et de vitesse (Blitzkrieg). Le couple char-avion communiquant par radio et la concentration des moyens sur des points sensibles du front allié surprennent par leur rapidité d'action les états-majors français et belge. Le fer de lance de l'armée allemande (sept des dix divisions blindées) traverse le massif ardennais jugé impénétrable par certains généraux. Le généralissime Gamelin a, de plus, sur une décision personnelle, fait déplacer la 7e armée française (une armée bien équipée) qui était chargée de défendre cette zone non couverte par la ligne Maginot. L'armée belge y retarde les Allemands les 10 et 11 par la résistance des chasseurs ardennais, notamment à Bodange, Chabrehez et Martelange qui parviennent même à disperser des soldats allemands déposés par des avions légers sur leurs arrières à Léglise, Nimy et Witry. En plus, le caractère du massif ardennais aux routes étroites et sinueuses parsemées de chausse-trapes et de blockhaus contribue à compliquer la tâche de la Wehrmacht retardée par les nombreux obstacles dressés par le génie belge, murs de moëllons, entonnoirs géants et ponts détruits, ainsi que par des champs de mines dans les prairies et les bois interdisant le contournement des obstacles,. Aussi, les avant-gardes allemandes ne peuvent-elles se grouper pour attaquer le front français de la Meuse, région de Sedan et de la Semois, que les 11 et 12. La résistance des Belges a donné un court délai aux Français, deux jours comme prévu dans les plans de l'état-major français. Mais, mal préparées, les troupes de réserve du secteur de Sedan ne peuvent espérer offrir une résistance efficace sur un front mal équipé dont les fortins sont en cours d'achèvement. Néanmoins, leur commandant, le général Huntziger, envoie des chars légers dans le Sud de l'Ardenne belge, à la rencontre des Allemands dont une partie des blindés foncent par le Sud du grand-duché de Luxembourg. Mais ces chars légers français sont défaits par des panzers beaucoup plus nombreux et mieux armés, ainsi que par des canons anti-chars efficaces. Les survivants se replient. Et quand, le 13 mai, la Wehrmacht attaque vers le sud la 2e armée française retranchée derrière la Meuse à proximité de Sedan, négligeant la ligne Maginot, il se produit ce qu'avait redouté le député français Pierre Taittinger dans un rapport du 8 mars 1940. « La rumeur de Bulson » affirmant à tort que les Allemands attaquent Bulson à l'arrière des lignes françaises avec des chars alors que leurs éléments avancés viennent à peine de traverser la Meuse, entraîne une panique chez près de 20 000 soldats français. Les Allemands percent et, ignorant la route de Paris, envoient leurs blindés vers l'ouest jusqu'à atteindre la Manche le 21 mai dans le but d'encercler les forces françaises, britanniques et belges. Dès le début de l'attaque du 10 mai sont particulièrement visés par les bombardements allemands les terrains d'aviation de Calais, de Dunkerque, de Metz, de Essey-lès-Nancy, de Bron et de Châteauroux. Cependant, contrairement à une légende répandue par la propagande nazie et reprise sans critique par l'historiographie anglophone, l'armée de l'air n'est nullement « clouée au sol » par la Luftwaffe : celle-ci ne détruit qu'une soixantaine d’appareils français. En Belgique, la moitié des avions de la force aérienne sont détruits. Le 10 mai 1940, c'est la Luftwaffe qui subit les pertes de loin les plus lourdes : 323 avions allemands sont perdus en une journée. Les attaques aériennes allemandes se portent ensuite sur le réseau ferré français, ainsi que sur les gares et les nœuds de communication de Belgique, jusqu'à Bruxelles où des carrefours sont bombardés.

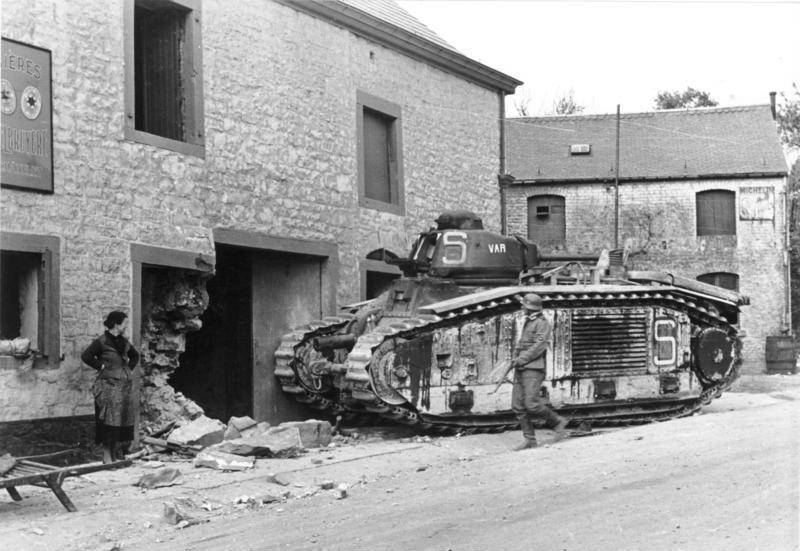
Char B1 bis de l'armée de terre française abandonné en mai 1940.

La partie nord de l'offensive, en Hollande, vise les ponts de Rotterdam, Dordrecht, Moerdjik, qui sont pris par l’armée allemande. En Belgique, les troupes allemandes percent le front à la jonction du canal Albert et de la Meuse grâce, en partie, à l'emploi de troupes aéroportées au fort d'Ében-Émael qui est annihilé en 24 heures par l'emploi d'un explosif inconnu des alliés, les charges creuses. L'armée néerlandaise, refoulée du Limbourg néerlandais, abandonne toute liaison avec l'armée belge dès le deuxième jour de l'attaque. Dès lors, l'armée belge est tournée sur sa gauche en même temps qu'elle est tournée sur sa droite par la Basse-Ardenne et par le grand-duché de Luxembourg que les troupes allemandes traversent comme à la promenade, car ce petit pays n'a pas de véritable armée pour le défendre, mis à part le corps des volontaires dont les effectifs ne dépassent pas 425 hommes à ce moment-là. L'armée belge, percée en son centre à Ében-Émael et menacée sur sa gauche et sa droite, doit refluer pour ne pas être encerclée et pour pouvoir reformer un front continu avec l'armée française elle-même en retraite. Quant aux Hollandais, ils sont en plein recul jusqu'aux îles du delta maritime qui sont censées constituer un réduit national. Mais ils capitulent au bout de cinq jours, ce qui menace les arrières de l'armée belge alors qu'elle s'aligne en vue de la bataille d'arrêt que les Alliés (comprenant les Britanniques) croient pouvoir livrer sur la Dyle (ligne de défense d'Anvers). Mais la tactique allemande de percée en profondeur empêche de reconstituer un front allié solide et Bruxelles est occupée par l'armée allemande le 17 mai et Anvers le 18.
Les forces belges tentent en vain de contenir l'ennemi à la bataille de la Lys qui commence le 23 et durera cinq jours, seule véritable bataille d'arrêt de toute la campagne. C'est que l'armée belge avait pu garder sa cohésion, étant « restée sur elle-même », selon le mot du général Van Overstraeten, conseiller militaire du roi Léopold III. Le commandement français, par contre, confiant dans l'importance de ses effectifs, avait divisé ses forces en étirant son centre et sa gauche vers le nord, laissant sa droite, en Ardenne, à des troupes de réserve peu mobiles qui ne purent être secourues lors de la percée allemande de Sedan. Le but de l'état-major français était de livrer bataille en Belgique et aux Pays-Bas en application d'un plan Dyle-Breda. La doctrine militaire française était que l'on allait assister à la répétition du plan allemand de 1914, mais en plus étendu, englobant les Pays-Bas. On n'imaginait pas que les Ardennes et la Meuse puissent être franchies par un groupement motorisé et encore moins que l'armée des Pays-Bas allait capituler en cinq jours. L'état-major français a donc engagé les meilleures et les plus mobiles des divisions franco-britanniques en Belgique pour secourir les Pays-Bas. Mais ceux-ci ayant capitulé en cinq jours sans attendre les Français, il ne restait à ces derniers qu'à refluer vers le sud pour tenter d'y arrêter les meilleures forces allemandes, mais dans une pagaille monstre.

### La percée de Sedan et ses conséquences
Le 10 mai, les Panzerdivisions du général von Kleist créent une surprise stratégique en attaquant tout au sud de la Belgique, débordant par leur flanc droit les meilleures troupes françaises qui montent vers le nord. Après avoir traversé les Ardennes belges, elles attaquent le front français sur la Meuse, près de Sedan dès le 12 mai. Cette attaque est favorisée par le fait que le grand-duché de Luxembourg, petit pays sans armée, est traversé en un jour, ce qui amène les éléments avancés allemands sur la frontière française dès le 11. L'attaque proprement dite commence le 12. Mais cette partie du dispositif français est tenue par des unités de second ordre, souvent incomplètement équipées[source insuffisante],. Et le 13 mai, les fantassins allemands, sous le couvert d'un bombardement aérien intensif, réussissent à enfoncer le dispositif défensif de la 55e division d’infanterie (général Henri Lafontaine) de la 2e armée du général Huntziger. Guderian exploite ces gains par une Blitzkrieg efficace.

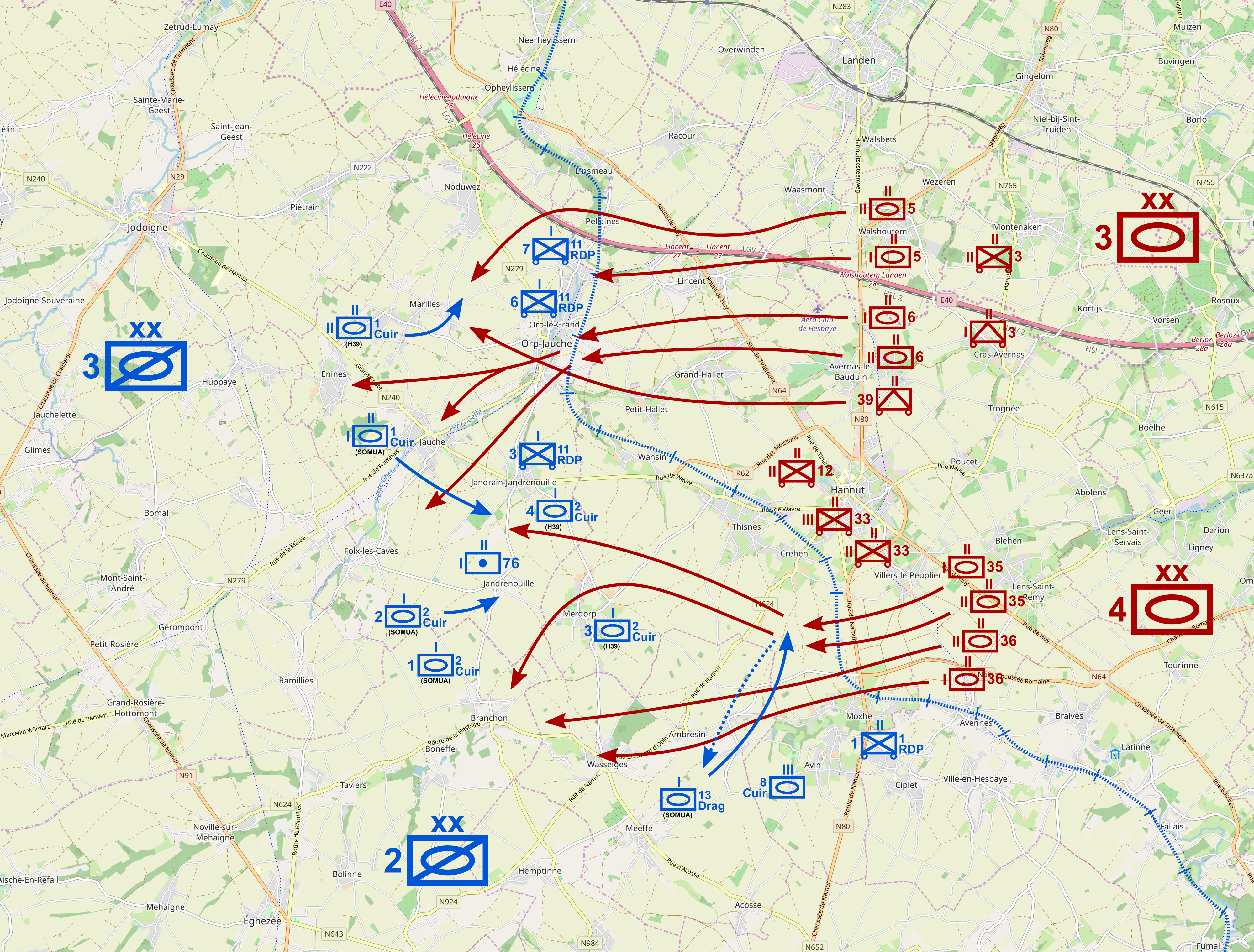
Bataille de Hannut (13 mai 1940).

Bataille de Stonne (16 mai 1940).

Le haut commandement allemand considérait une contre-attaque française comme inévitable selon les principes classiques de l'art militaire. Aussi, tente-il, à maintes reprises, de ralentir la progression de ses chars et de leur infanterie d'accompagnement vers l'ouest à travers les positions tenues par les troupes françaises. Et d'ailleurs, comme pour leur donner raison, en Belgique, le général Mellier attaque les Allemands avec des troupes majoritairement marocaines et parvient à les contenir localement, ainsi que, sur la Dyle, le général Prioux à la tête de ses chars, lors des batailles de Hannut et Gembloux, et le général Bruneau à la bataille de Flavion. Mais ces actions ne sont que d'éphémères succès tactiques, n'étant pas soutenues par des renforts tandis que les commandants des Panzerdivisions, ne se laissant pas impressionner, poussent toujours plus à l'ouest en désobéissant à leurs supérieurs. Le 20 mai, ils atteignent la mer.
Malgré ses succès, le haut commandement allemand n'est pas rassuré et vit des journées d'angoisse à l'idée d'une vaste contre-offensive stratégique sur les flancs de la percée, pensant que le recul des Alliés est un piège. Mais le général français Weygand, qui a remplacé Gamelin le 19 mai, a reporté de trois jours la contre-offensive prévue. C'est qu'il sait que les troupes françaises commencent à se disloquer et qu'il veut en rallier les éléments. Il donne pour commencer l'ordre de ne plus s'occuper de colmater des brèches dans l'espoir toujours déçu de reformer le front allié, ce qui a conduit, de réajustement en réajustement, à abandonner aux Allemands des milliers de kilomètres carrés qu'il n'est plus possible de reconquérir. La consigne est de tenir sur place, en créant une série de nœuds de résistance (appelés des « hérissons ») qui vont insécuriser les pointes avancées allemandes si elles ne peuvent plus s'appuyer mutuellement, comme elles avaient pu le faire jusque-là. Il faudrait donc que l'ensemble des troupes encore en état de combattre adoptent résolument cette tactique. Une entrevue, la conférence d'Ypres, avait eu lieu les 20 et 21 mai entre Weygand, le roi des Belges et le général français Billotte, sans lord Gort, le général en chef britannique. Son avion ayant été attaqué, Weygand a fait halte à Calais et reporté la réunion d’Ypres : Lord Gort n’a pas été prévenu de l’heure ni du lieu et ne participe donc pas à la réunion, qui ne peut coordonner toutes les armées. Weygand repart aussitôt en sous-marin. Qui plus est, le général Billotte, chargé de la mise en œuvre de cette contre-offensive, se tue dans un accident de voiture le soir même. Le général Blanchard, qui lui succède, n'a pas assisté à la conférence. À ce stade, le cabinet de guerre de Churchill avait déjà donné l’ordre à Gort, le 19 mai au soir, de foncer au sud pour couper les lignes allemands mais celui-ci était réticent. Le 25, Gort prend seul la décision de renoncer à une attaque vers le sud, le corridor vers Dunkerque commençant à se rétrécir dangereusement. Churchill écrit dans ses mémoires : « Face à ce cruel dilemme, nous acceptant le plan de Weygand, et jusqu’au 25 mai, nous fîmes des efforts loyaux et persévérants, bien que désormais inefficace ».
Les Belges ont pu contenir les Allemands pendant les cinq jours de la bataille de la Lys. Se sentant abandonné, le roi Léopold III pose clairement la question d'une reddition au cours d'une entrevue orageuse avec les ministres Pierlot et Spaak, l'armée belge étant au bord de l'effondrement et de la rupture de ses stocks de munitions. Il en prévient Britanniques et Français, ces derniers recevant en quelques jours plusieurs communications radio adressées au général français Blanchard et captées par les services d'écoute français du colonel Thiery,. Mais les Français n'ont plus de capacité offensive. La capacité offensive, c'est ce qui, depuis le début de la campagne, a manqué aux armées alliées confrontées à une armée allemande essentiellement fondée sur cela-même : l'offensive.

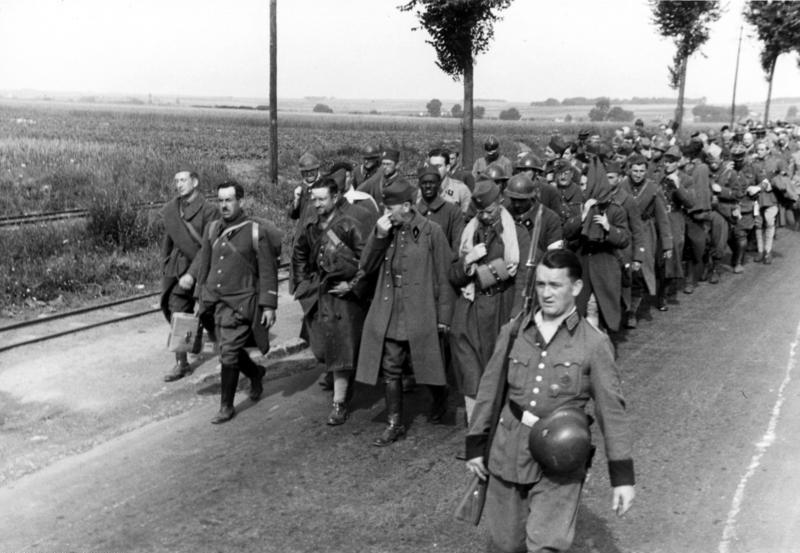
Prisonniers de guerre français, Nord de la France, 1940.

### La résistance des armées alliées, l'Haltbefehlde l'état-major allemand et le tournant de Dunkerque

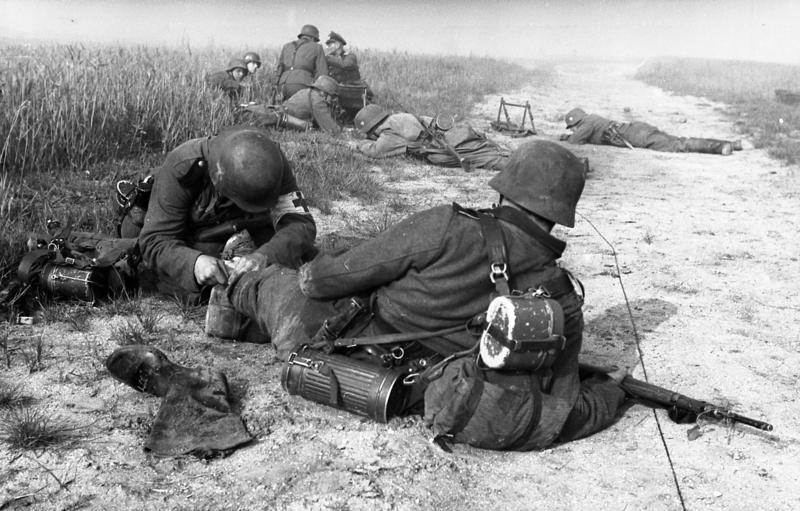
Soldat allemand blessé recevant des soins sur le front en juin 1940.

Dans cette phase de la campagne, la résistance franco-britannique et la bataille d'arrêt menée par l'armée belge sur la Lys du 23 au 28 mai 1940 permettent le rembarquement de l'armée britannique. Les Français qui combattent dans la poche de Lille retardent les Allemands assez longtemps pour permettre le rembarquement en protégeant les arrières britanniques. D'autre part, la 4e DCR, commandée par le général de brigade à titre provisoire de Gaulle, parvient à s'enfoncer quelques jours dans le flanc de la progression allemande à Abbeville. Mais ce succès n'est pas exploité, faute de soutien logistique, d'appui aérien et de renforts. Le commandement français, abasourdi par la rapidité manœuvrière de l'armée allemande, ne trouve pas de solution devant les progrès quotidiens de l'ennemi. Les unités françaises, qui ne se sont pas effondrées, sont envoyées en ordre dispersé, dans des contre-attaques locales, du fait de la nature extrêmement mouvante de la situation.
Le 24 mai les blindés allemands se trouvent à moins de 20 kilomètres de Dunkerque et plusieurs têtes de pont sont établies. Cependant, à 12h30, un ordre d'arrêt émanant de von Rundstedt (Haltebefehl) - cet ordre a longtemps été faussement attribué à Hitler qui ne fait qu'appuyer cette décision - oblige les unités blindées à s'arrêter brusquement et à tenir leur ligne (Gravelines-Saint Omer-Aine-Béthune-Lens). Par cet ordre d'arrêt (le 2e de la campagne depuis celui du 17 mai), Hitler laisse à Rundstedt le choix de déployer, ou non, les blindés du groupe d'armées A, afin de prendre la ville de Dunkerque. Rundstedt, appuyé par Keitel, Jodl et Goring (ce dernier a assuré à Hitler que sa Luftwaffe pourra s'en charger) décide de conserver ses forces pour la deuxième partie de la campagne, le plan rouge. Se rendant compte de son erreur, Rundstedt ordonne la reprise du mouvement le 27 mai mais c'est trop tard, les forces alliées ont eu le temps, en 3 jours, de construire une défense en profondeur, tout autour de Dunkerque, que le 19e corps d'armée de Guderian ne peut enfoncer. C'est un véritable coup de théâtre car il prive les Allemands d'une exécution parfaite du plan de Manstein et d'un atout considérable, qu'aurait occasionné la capture de plus de 300 000 soldats du BEF.
Les arguments avancés par l'état-major pour justifier cet ordre, sont divers, mais tous ne tiennent pas. Le premier est d'ordre technique : celui-ci craint que ses blindés s'enlisent dans un pays de polders mais des études récentes démontrent que le terrain était suffisamment sec le 24 mai pour continuer l'encerclement. Un second argument, fondé sur les risques de contre-attaques alliées (celles de De Gaulle, les 17 et 19 mai et des britanniques à Arras le 21 mai, ont marqué l'OKH) est invoqué par Rundstedt et Hitler mais, une étude approfondie de ces batailles, a démontré que, hormis des coups d'épingles tactiques, elles n'ont pas significativement remis en cause la percée allemande. Finalement, la raison la plus plausible réside dans une succession d'erreurs de jugement sur l'état des forces de la Royal Navy et de la RAF, ainsi que celles de la Luftwaffe (sous-estimation des 2 premières et surestimation pour la dernière). Erich von Manstein alors lieutenant-général du 38e corps d'armée, écrira dans ses mémoires en 1955, que cet ordre a constitué une des erreurs décisives d'Hitler et tenait beaucoup d'un manque de compréhension du plan Jaune par ce dernier.
De leur côté, les troupes alliées n'avaient pas toujours reculé devant le combat : on peut citer le sacrifice, chez les Belges, des chasseurs ardennais à Martelange et Bodange et Chabrehez, ainsi qu'à Vinkt, pendant la bataille de la Lys. [Quand ?]|La contre-attaque du 231e RI appuyé de chars FCM 36.

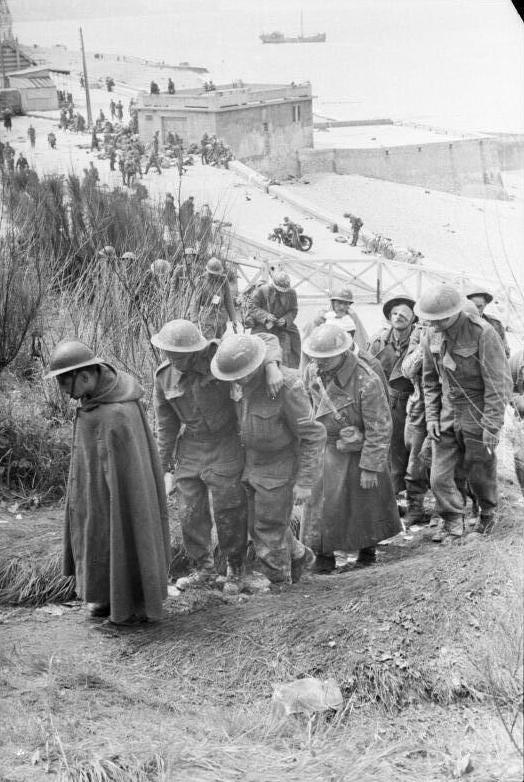
Soldats britanniques et français faits prisonniers à Veules-les-Roses, Haute-Normandie.

Les forces de l'aile gauche française et le corps expéditionnaire britannique ayant été enfermés, dès le 28 mai, dans une vaste poche autour de Dunkerque (Nord de la France), le rembarquement est rendu possible par le sacrifice de la 225e demi-brigade d’infanterie française, qui se fait littéralement décimer sur place, luttant à un contre quatre, durant plusieurs jours, jusqu'à épuisement des munitions, appuyée par l'infanterie britannique et la RAF qui aura autant souffert que l'armée de l'air française, durant cette bataille, qui permettra l’évacuation de 338 000 hommes, en majorité britanniques, mais aussi 125 000 Français, dans des conditions épouvantables.
L'armée britannique parvient ainsi à sauver ses hommes, mais perd tout son matériel. La plus grande partie des Français qui purent embarquer, sont renvoyés en France, pour reprendre le combat et sont finalement faits prisonniers, après l'armistice signée par le gouvernement Pétain. Les militaires belges, orphelins de leur pays vaincu, restent en Angleterre où ils reconstituent de nouvelles forces, en vue de la reconquête future du continent, sous l'autorité du gouvernement belge, alors en exil.
Le chiffre exact des pertes françaises n'est pas connu et le chiffre souvent avancé de 100 000 morts est exagéré, au regard des estimations les plus récentes, qui concluent sur environ 60 000 morts en 6 semaines de combats, les Allemands 60 000 pour l'ensemble la campagne 39-40 [réf. nécessaire], bilan pour ces derniers tout à fait comparable à l'âpreté des futurs combats de la campagne de Russie (on trouve également fréquemment le chiffre de 92 000 soldats français tués en mai-juin 40 mais celui-ci inclut les morts en captivité et entre septembre 39 et mai 40)[réf. nécessaire]. La Belgique termine sa campagne des dix-huit jours avec 12 000 morts.
Obstiné, dès avant la guerre, dans sa conception du front continu, l'état-major français est rejoint par les chefs militaires belges qui, comme les Français, en étaient restés aux conceptions héritées de 1914-1918. Les Britanniques, n'ont pas non plus, compris à temps, que les Allemands ne se souciaient pas d'avancer sur un front continu, mais procédaient par des percées profondes de chars rapides, appuyés par des attaques aériennes incessantes, désarticulant le front de leurs adversaires.

## Fall Rot(«plan rouge»): l'invasion de la France et l'effondrement

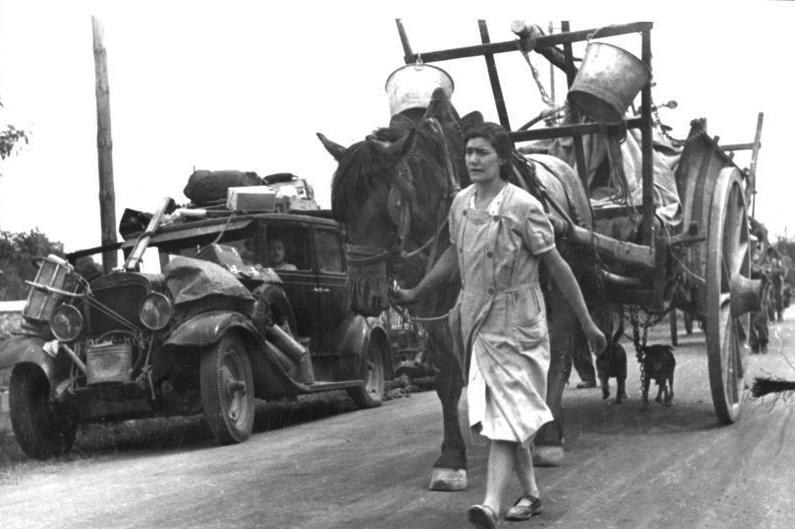
Réfugiés français sur la route de l'exode, 19 juin 1940.

Le 5 juin 1940, l'offensive reprend alors vers le sud, avec une supériorité numérique désormais écrasante. Le général Weygand, nommé commandant en chef des armées françaises, en cours de bataille, a constitué une ligne de défense sur la Somme, le canal Crozat, l'Ailette et l'Aisne dite ligne Weygand ou position Somme-Aisne. L'attaque allemande est déclenchée tout d'abord (5 juin) sur la Somme et l’Ailette, puis (9 juin) sur l’Aisne. Malgré une résistance héroïque des unités françaises, deux jours durant, le 7 juin, le front français est percé sur la Somme, le 10 juin sur l'Aisne.
Devant la déroute des restes des armées françaises, le gouvernement quitte Paris le 10 juin pour Tours et ses environs. Les réfugiés qui fuient la Belgique et le Nord de la France, sont alors rejoints par 2 millions de réfugiés de la région parisienne. Pour Jean-Pierre Azéma, entre le 15 mai et le 10 juin, au moins six millions de Français abandonnent leur domicile et participent à l'exode de 1940, se retrouvant sur les routes sous les attaques des Stukas de la Luftwaffe, ruinant la logistique militaire française. Les personnels médicaux, quittent les hôpitaux et asiles, certains aliénés sont abandonnés à leur sort ou euthanasiés (comme à l'hôpital d'Orsay de Paris, où il est mis fin à la vie de 6 patients intransportables le 14 juin). Les établissements pénitentiaires, sont évacués, devant l'avance allemande : les détenus sont acheminés vers le sud, sous escorte militaire. Les prisonniers qui tentent de s'évader et, ceux qui retardent volontairement le convoi, sont sommairement exécutés. La bataille de France est perdue, en dépit de la résistance farouche et héroïque de nombreuses unités, comme pendant la bataille d'Amiens du 20 mai au 9 juin 1940 (les 16e et 24e divisions d'infanterie françaises stoppent plus de trois Panzerkorps pendant neuf jours et causent la perte de 196 panzers).
Les troupes allemandes atteignent la Seine à Rouen le 9 juin. Paris, déclarée ville ouverte, tombe sans combat le 14 juin. Entre les 13 et 19 juin, les Allemands franchissent le Rhin entre Schœnau et Neuf-Brisach. Guderian s'engouffre alors jusqu'à Pontarlier, atteint le 17 juin, et Belfort, le 18 juin, prenant à revers les unités restées dans la ligne Maginot et les capturant en masse après quelques jours de combat. Le 13 juin, Churchill, en visite en Touraine et pour la journée auprès du gouvernement français, refuse que la France signe une paix séparée et obtient le transfert en Grande-Bretagne des aviateurs de la Luftwaffe prisonniers des Français.
Dans le même temps, Weygand concentre les troupes qui lui restent sur la Loire pour en faire un obstacle à l'avancée ennemie. Les Allemands arrivent à Orléans le 16 juin, passent le même jour le fleuve en plusieurs points entre Gien et Nantes. Le même jour, à Brest, l'amiral Brohan met à disposition 5 paquebots, Ville d'Oran, El Mansour,, El Kantara, El Djezaïr et Ville d'Alger afin d''achever l'évacuation de l'or de la Banque de France pour qu'il ne tombe pas aux mains de l'envahisseur. Le transport de l'or entre le fort de Portzic et les navires commence immédiatement. Tandis que Pétain, nouveau chef du gouvernement, appelle à cesser le combat le 17 juin, les Allemands poursuivent vers le sud. Cherbourg en Normandie est prise le 19 juin en même temps que les Allemands arrivent au bord du Cher (« frontière » de la future ligne de démarcation) et sont devant Lyon le 20 juin, puis ce sont Clermont-Ferrand, Angoulême et Bordeaux qui sont atteintes le 24 juin, alors que, le 20 juin, avant-veille de l'armistice, la 5e Panzerdivision s'empare du port breton de Brest.
À Saumur, les cadets de Saumur, jeunes élèves officiers de cavalerie qui ne sont que quelques dizaines au plus, résistent héroïquement à une division allemande entière déviée de son itinéraire pour réduire cette poche de résistance. Le général de la division allemande décide, contre l'avis de Berlin, de rendre des honneurs militaires appuyés après la reddition des élèves officiers survivants.
Le 10 juin 1940, Mussolini, allié de Hitler, déclare la guerre à la France, alors en pleine déroute militaire : l'attaque italienne est qualifiée à l'époque de « coup de poignard dans le dos ». Les troupes italiennes, commandées par le prince héritier Humbert de Savoie, ne parviennent cependant pas à avancer à travers les Alpes : sur le front du Nord-Est, la ligne Maginot a joué son rôle, et l’armée des Alpes, commandée par le général Olry, résiste victorieusement face aux armées italiennes à l’est, et allemande au nord.
Le dictateur espagnol Franco, sollicité d'entrer en guerre contre la France, refuse, même lorsque l'effondrement français est patent.

### La demande d'armistice

Soldats allemands défilant devant l'Arc de Triomphe, Paris, 14 juin 1940.

Le 14 juin, les armées allemandes atteignent Paris déclarée ville ouverte pour éviter sa destruction comme Varsovie et Rotterdam.
C'est la panique en France dans le monde politique et militaire. Les uns se résignent à la défaite et réclament l'armistice, les autres veulent poursuivre la lutte comme promis aux Britanniques, en s'appuyant sur l’Empire et notamment l'Afrique du Nord. La création d'un réduit breton, destiné à accueillir le gouvernement pour poursuivre le combat, a été envisagée.
C'est le premier camp, celui de l'armistice, soutenu par le général Weygand, le maréchal Pétain, Pierre Laval et l'amiral Darlan, qui l'emporte. En effet, le président du Conseil Paul Reynaud, partisan de continuer le combat tout comme le général de brigade Charles de Gaulle, est alors incapable d'imposer aux militaires le principe de la capitulation au lieu de l'armistice.
Le choix des mots est fondamental. La capitulation est un acte militaire : l'armée du pays constate sa défaite sur le territoire de la métropole mais le pays reste en guerre, sur d'autres lieux et avec d'autres ressources humaines et techniques. C'est notamment la position du général Charles de Gaulle qui pense que la France doit s'appuyer sur les ressources de ses colonies et sur son allié britannique pour continuer le combat. L'armistice est en revanche un acte politique : le gouvernement demande les conditions d'arrêt des combats à l'adversaire dans l'attente de signer l'acte de paix. De ce fait, il s'en remet entièrement à la volonté de ce dernier.
Par conséquent, à la différence des différents pays occupés dont la Pologne, la Hollande, la Norvège ou la Belgique, dont les gouvernements se sont réfugiés en Angleterre, la France est le seul pays d'Europe à accepter volontairement les conditions de l'Allemagne nazie. Face à la rupture du pacte républicain par les généraux de l'armée qui, en refusant le principe même de la capitulation, refusent d'obéir au pouvoir politique, Paul Reynaud choisit finalement de démissionner le 16 juin 1940. Son ministre de l'Intérieur Georges Mandel est arrêté une première fois dès le lendemain, le 17 juin.
Le 15 juin, dans la soirée, le général de Gaulle, alors sous-secrétaire d'État à la Guerre et à la Défense nationale dans le gouvernement Reynaud est envoyé en mission à Londres. Partisan de la poursuite de la guerre, il quitte le port de Brest à bord du contre-torpilleur Milan, débarque à Plymouth le 16 juin au matin et rejoint Londres le soir. Le lendemain matin, le 17 juin, il se retrouve à Bordeaux d'où il repart finalement le soir même à bord de l'avion du général anglais Edward Spears, un ami de Churchill. C'est dès son retour dans la capitale britannique qu'il prononce son appel devenu célèbre sous le nom d'« appel du 18 Juin », mais passé relativement inaperçu dans le chaos ambiant. Ayant une vision mondiale du conflit qu'il pressent devoir durer, il pense que la France doit s'appuyer sur les ressources de son Empire et sur son allié britannique pour continuer le combat. Le noyau de la France libre se constitue alors avec d'autres volontaires français. D'autres personnalités se sont réfugiées en Amérique (Jean Monnet). Comble de la désorganisation militaire française, les troupes allemandes découvrent le 19 juin, à La Charité-sur-Loire, un train abandonné transportant les archives secrètes du Grand quartier général français.
Le 16 juin, le président de la République Albert Lebrun nomme Philippe Pétain président du Conseil. Le lendemain, ce dernier annonce à la radio que la France doit cesser le combat et demander l’armistice. Signé seulement le 22 juin, avec une entrée en vigueur le 25 juin à 0 h, le long intervalle permet à l’armée allemande de faire davantage de prisonniers. 1,2 million de soldats français se rendent à l'ennemi entre le 16 et le 25 juin pensant que la guerre était finie.
Le gouvernement Philippe Pétain, constitué à Bordeaux le 17 juin, et le Parlement s'installent en juillet à Vichy, ville disposant de grandes capacités hôtelières et d'un standard téléphonique récemment modernisé.
Le 21 juin 1940, vingt-sept députés, dont Mendès France, Daladier et Mandel accompagnés de quelques personnalités ou familiers, s'embarquent sur le Massilia. Ils sont tous arrêtés à leur arrivée le 24 juin à Casablanca.

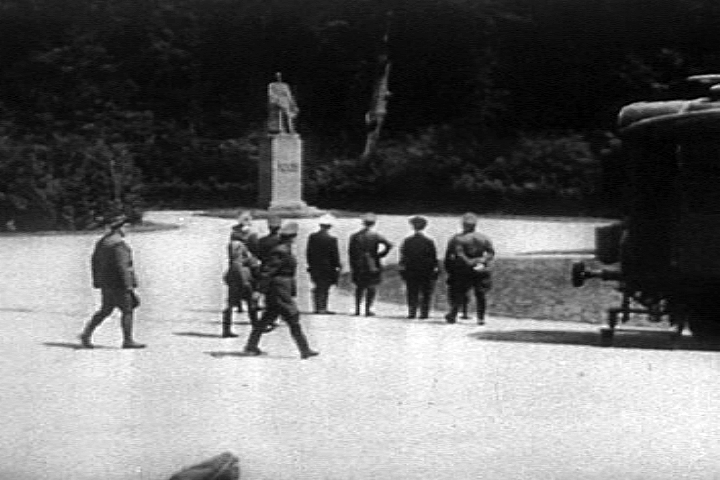
Le 21 juin 1940, Hitler (la main au côté), accompagné de hauts dignitaires nazis et d'officiers généraux, regardant la statue du maréchal Foch avant d’entrer dans le wagon (garé à droite) pour le début des négociations de l'armistice, signé le lendemain en son absence.

Le 22 juin 1940, la délégation française signe l’armistice dans la clairière de Rethondes, dans le wagon de l'Armistice (à la demande d'Hitler, qui ne sera pas présent pour la signature), celui-là même qui avait servi de cadre à l'armistice de la Première Guerre mondiale, et devant la statue du maréchal Foch. Quant au wagon il est envoyé à Berlin pour y être exposé, en premier lieu devant la porte de Brandebourg pendant une semaine, puis au Lustgarten. Évacué de Berlin en 1944, il est mis à l'abri en Thuringe, près de Ruhla puis à Ohrdruf. Il est brûlé non loin de là, à Crawinkel par les SS en avril 1945 sur ordre d'Hitler, les troupes alliées approchant.
L'article 23 (22 dans le texte définitif) de la convention d'armistice subordonne la mise en application de l'armistice franco-allemand à la signature d'un armistice franco-italien. Le 24 juin 1940, la France signe également cet armistice avec l'Italie qui avait tenté d'envahir les Alpes de son côté, sans réussir à dépasser les zones frontalières en Savoie et à Menton. Les deux armistices entrent en application six heures après la signature du deuxième armistice, soit le 25 juin 1940 à 0 h 35.
Les Allemands poursuivent leur avancée militaire jusqu'au 24 juin 1940 minuit ce qui fait que les deux tiers de la France sont envahis ainsi que les îles Anglo-normandes britanniques.
Après la catastrophe, et malgré la signature des armistices, les soldats de la ligne Maginot poursuivirent la lutte, estimant n'avoir pas été vaincus, et pour certains jusqu'au 25 juin. L'armée des Alpes n'a de son côté pas failli, en repoussant assez facilement tous les assauts de l’Armée italienne jusqu'aux derniers jours de combat.
La plus grande partie de la France est occupée par les troupes allemandes, le pays est divisé en une zone occupée et administrée militairement par l'Allemagne (Nord, Ouest et Sud-Ouest), et en une zone libre (Centre et Sud). Le gouvernement de Vichy du maréchal Pétain administre l’ensemble du territoire français et l’Empire.
Le Gouvernement polonais en exil du général Sikorski s'estimant non concerné par cette décision de son allié, aucune unité polonaise n'appliqua les consignes de l'armistice du 22 juin 1940. Environ 6 000 soldats polonais ont été tués ou blessés pendant la campagne de France. Environ 13 000 hommes (soit l'équivalent d'une division) parvinrent à s'enfuir en Suisse (où ils restèrent internés). Enfin, de 20 000 à 35 000 militaires polonais (selon les sources) parvinrent à être évacués vers la Grande-Bretagne, où ils reformèrent sous le commandement du général Sikorski une nouvelle armée polonaise, qui allait devenir le 1er corps polonais. La brigade du général Kopanski rejoint les troupes britanniques de la 8e armée au Moyen-Orient après l’armistice du maréchal Pétain.

## Conditions d’armistice

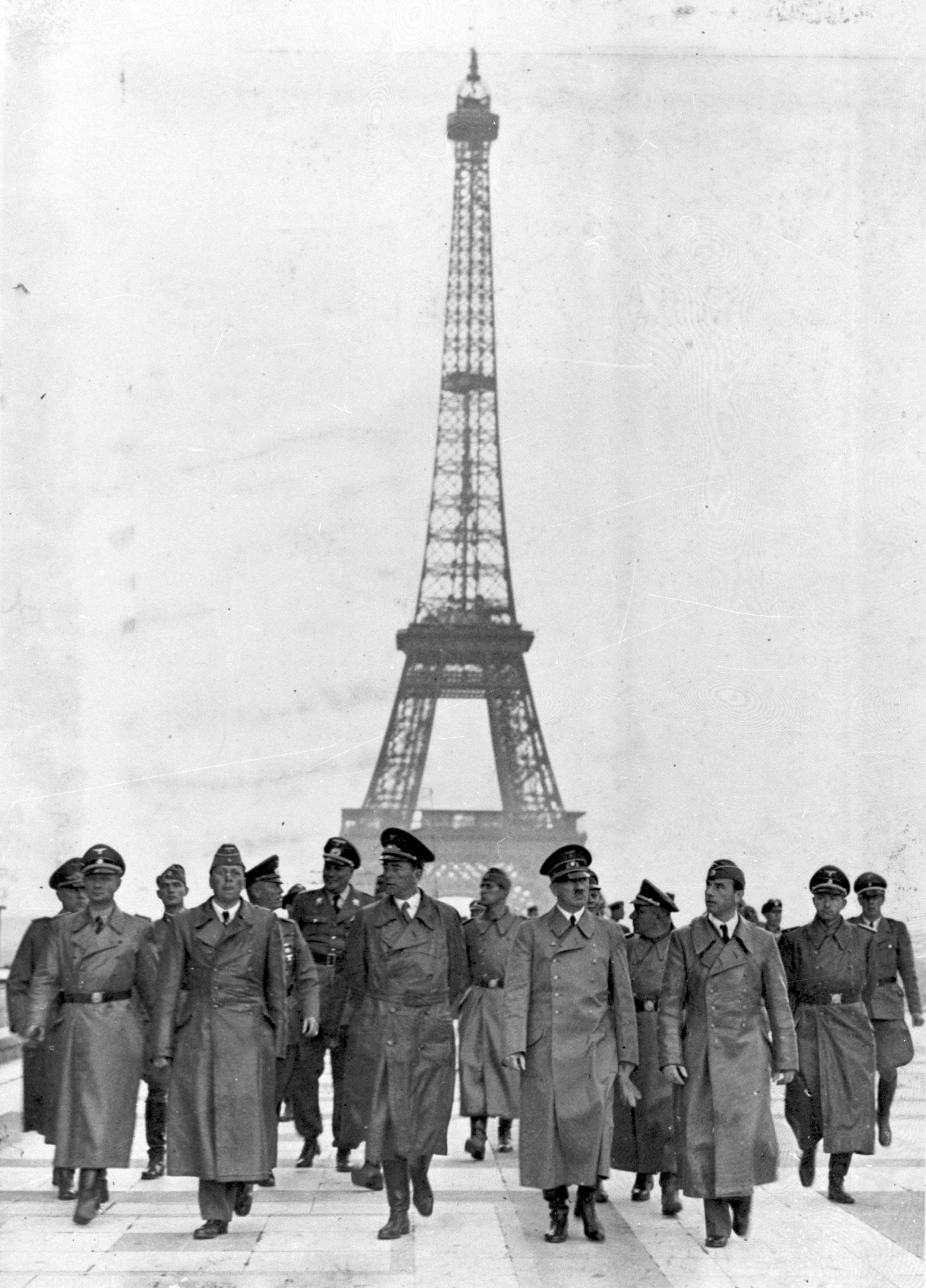
Hitler, entouré de ministres et d‘officiers, sur l‘esplanade du Trocadéro, devant la tour Eiffel, le 23 juin 1940.

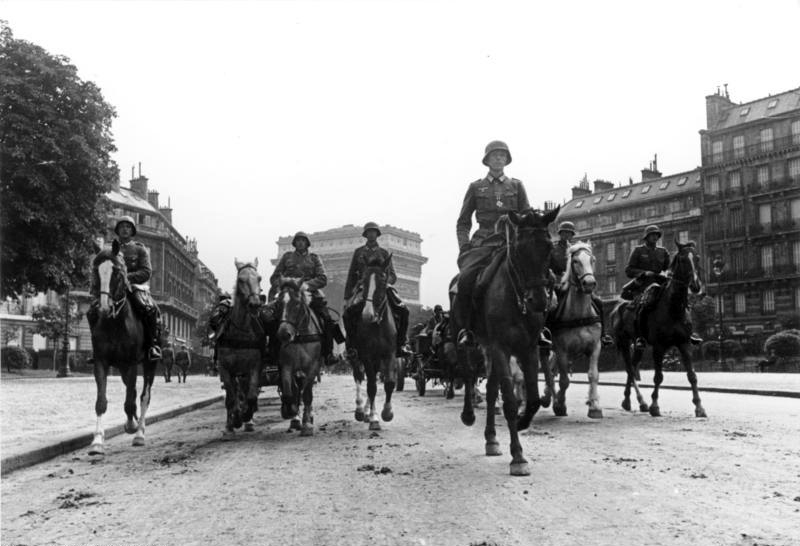
Parade des troupes allemandes à Paris.

Dès que la décision de demander l’armistice fut prise par le nouveau gouvernement Pétain, le 17 juin, chacun s'attendit au pire. Il suffisait de se rappeler les conditions drastiques de l'accord allié imposé aux plénipotentiaires allemands de novembre 1918, pour envisager une terrible réaction des autorités du Troisième Reich.
Il en allait tout autrement pour la France de juin 1940 : non seulement les armées alliées avaient été détruites ou capturées, mais encore, près des deux tiers du territoire national étaient occupés par la Wehrmacht. La convention d’armistice, négociée par le gouvernement français, précise que la souveraineté française s'exerce sur l'ensemble du territoire, pleinement en zone libre et sur son empire colonial, laisse de côté la flotte française, mais en réduisant cependant son armée à 100 000 hommes (comme l'armée du traité de Versailles). Les Allemands obligent leur allié italien à retirer certaines de leurs exigences, particulièrement celles concernant la flotte et la Tunisie.
Paradoxalement, et avant qu'un tel état de chose n'empire, c'est l'opération Catapult, menée en juillet 1940, en vue de neutraliser définitivement le risque que représentait la flotte française, et qui aboutit au bombardement d'une escadre à Mers-el-Kébir, qui devait amener les autorités allemandes à plus de souplesse dans leur relation avec le gouvernement Pétain, allant jusqu'à envisager de celui-ci une politique de collaboration.
Les conditions de l'armistice sont dictées par les préoccupations stratégiques d'Hitler qui sont les suivantes : maintenir la France dans un état de colonie de ravitaillement économique pour le Reich allemand (les indemnités journalières d'occupation de 400 millions de francs en 1940 seront de 500 millions à partir de 1942 puis presque 20 % des ressources du Reich allemand en 1944), tout en empêchant de façon durable que son empire colonial serve aux alliés et que la France ne redevienne une grande puissance militaire. À court terme, il faut veiller à ce que sa flotte ne rejoigne pas le Royaume-Uni qui reste le dernier pays à vaincre ou à séduire, car un accord de paix avec le Royaume-Uni reste souhaité en cette fin du mois de juin. Enfin, il ne faut froisser ni l'allié italien, ni le potentiel allié espagnol. Hitler a rencontré Mussolini le 18 juin à Munich pour le convaincre d'abandonner ses prétentions d'occuper la France jusqu'au Rhône, de s'emparer de la flotte et d'annexer Nice, la Corse et la Savoie.

La France coupée en quatre : zone libre, zone occupée, départements annexés et Nord de la France directement sous administration militaire allemande, plus les zones interdites littorale et de l'Est.

Ce sont toutes ces considérations complexes qui déterminent le contenu de la convention d'armistice, un texte bref de vingt-quatre articles, qui contient notamment les clauses suivantes :
- les prisonniers de guerre (plus de 1,5 million d'hommes) restent en captivité jusqu'à la signature d'un accord de paix ;
- la moitié nord, ainsi que la côte atlantique, passent sous occupation allemande : c'est la zone occupée, qui couvre à peu près les trois cinquièmes du territoire, le reste constituant la « zone libre », c'est-à-dire non occupée, regroupée essentiellement au sud de la Loire, les deux zones étant séparées par la ligne de démarcation ;
- la France doit pourvoir à l'entretien de l'armée d'occupation ; il s'avère que le montant de ces indemnités va être fixé de façon quasi discrétionnaire par les Allemands, et leur montant s'est élevé, en moyenne, à 400 millions de francs par jour[75] ;
- dans la zone libre, l'Armée française est limitée à 100 000 hommes et les troupes sont désarmées ;
- la souveraineté française s'exerce sur l'ensemble du territoire, y compris la zone occupée, mais dans la zone occupée, il est stipulé que l'Allemagne exerce « les droits de la puissance occupante », ce qui implique que l'administration collabore avec elle d'une « manière correcte » ; il n'est pas question d'annexion de territoires français par l'Allemagne (ce qu’elle fera pourtant dès le mois de juillet en instaurant un cordon douanier et en annexant l’Alsace-Moselle) ;
- l'Empire colonial français reste également sous l'autorité du gouvernement français ;
- les bâtiments de guerre rejoignent leurs ports d'attache du temps de paix, dont certains, comme Cherbourg, Brest ou Lorient, se trouvent en zone occupée ;
- la France doit livrer les réfugiés politiques allemands ou autrichiens présents sur son sol.

En outre, l'Italie bien que revendiquant l'ancien comté de Nice et la Savoie, dont elle n'est pas parvenue à s'emparer, doit se contenter de Menton (selon les conditions de l'armistice du 24 juin 1940 signée avec elle). Les autres territoires revendiqués ne sont occupés par l'Armée italienne que le 11 novembre 1942, à la suite de l'invasion de la zone libre par les troupes allemandes puis italiennes.

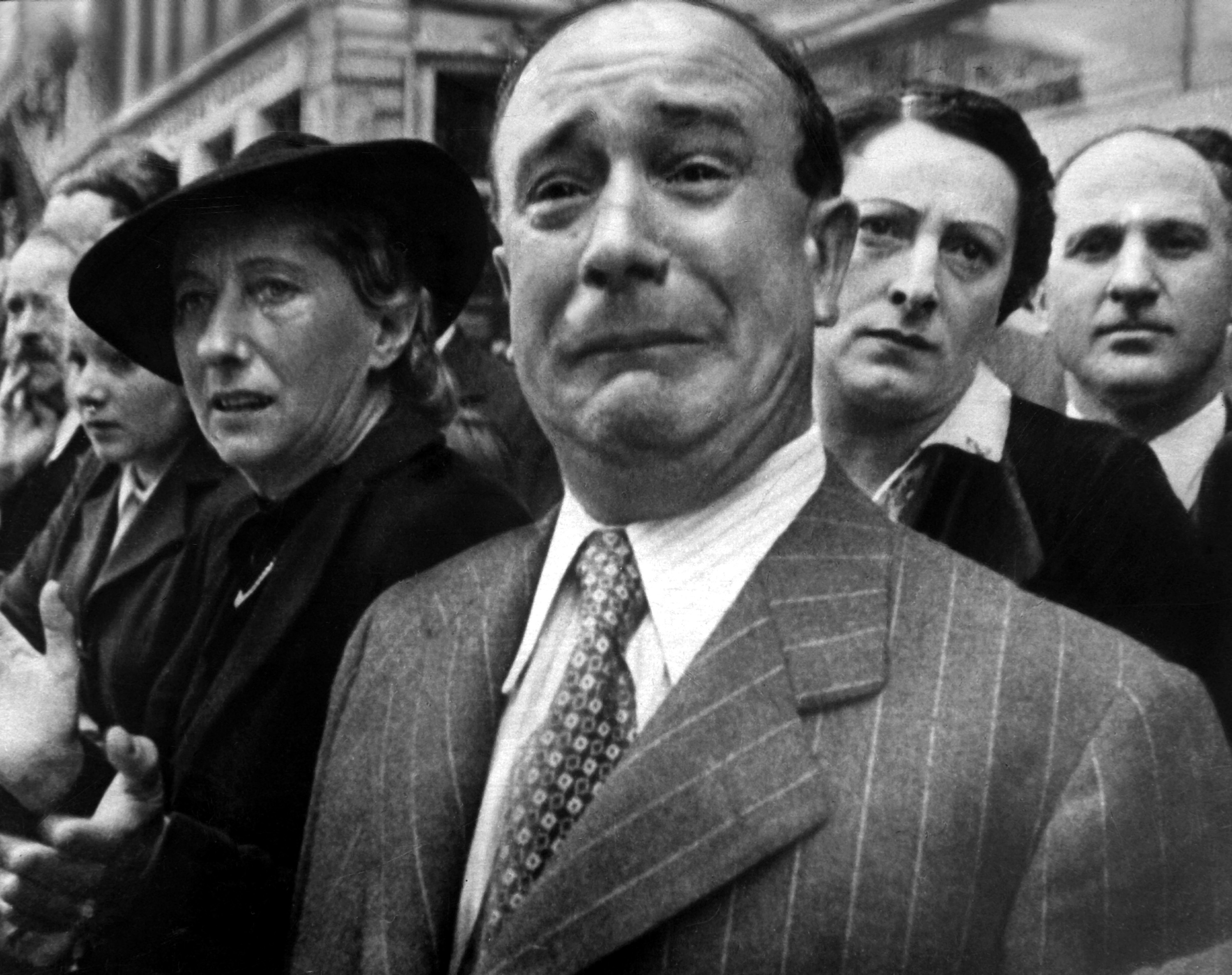
M. Jérôme Barzotti est L'homme qui pleure, le 20 septembre 1940 sur la Canebière à Marseille. Il ne cache pas ses larmes en voyant les drapeaux des régiments dissous défiler une dernière fois avant de quitter la métropole pour rejoindre Alger (photogramme extrait du film de propagande américain de Frank Capra, Pourquoi nous combattons, 1943).

## Les pertes et leurs conséquences pour la suite de la guerre
Pour la plupart des pays participant aux combats, les pertes militaires sont bien connues :
- Belgique : 12 000 morts, 15 850 blessés et 300 000 prisonniers ;
- Pays-Bas : 2 890 morts et 6 889 blessés ;
- Pologne : 6 000 morts et blessés ;
- Royaume-Uni : 3 458 morts, 13 602 blessés, 48 052 disparus ou prisonniers (dont 45 000 prisonniers à Dunkerque) ;
- Allemagne : 63 682 tués[77],[78], 111 034 blessés, 18 384 disparus[77],[78] ou prisonniers.

Le plus important concerne les pertes de la Luftwaffe, qui s’avéreront décisives pour la suite immédiate de la guerre. La Luftwaffe a perdu en cinq semaines 1 300 avions sur les 3 900 engagés le 10 mai, dont 200 chasseurs Me-109 sur 1 000 soit 20 % du total et 125 chasseurs Me-110 sur 355 soit 35 % du total, appareils qui manqueront pour la bataille d'Angleterre. L'Armée de l'air française a perdu entre 1.500 à 2.000 avions, pour environ 500 avions ennemis abattus, le solde d'avions allemands perdus provenant d'autres forces aériennes ou d'artillerie anti-aérienne. Ce qui représente une moyenne d'environ trente avions allemandes perdus par jour de guerre.
Certes, l'industrie allemande est capable de combler rapidement ces vides, mais ce qui n'est pas remplaçable aussi vite, ce sont les quelque 1 000 aviateurs allemands tués ou tombés aux mains des Alliés. Mais les Français, qui avaient donné l'assurance au gouvernement britannique que les 400 pilotes allemands capturés seraient transférés en Angleterre, les feront finalement libérer et rendre aux Allemands après l'armistice par le nouveau gouvernement de Pétain, dont des as comme Werner Mölders, abattu au combat le 5 juin 1940 par un Dewoitine D 520 piloté par le sous-lieutenant René Pomier Layrargues, et libéré deux semaines plus tard par les Français à la signature de l'armistice.
À ces morts au combat, s’ajoutent les pertes civiles, victimes de bombardements, d’exécutions sommaires et de massacres :
- 2 500 morts aux Pays-Bas[83] ;
- 21 000 morts en France[84] ;
- 6 000 morts en Belgique.

Pour la France, jusqu'à la fin des années 2000, le chiffre des pertes militaires du 10 mai au 22 juin 1940 n'était pas connu avec précision, les estimations faites par les historiens variant entre 55 000 et 123 000 morts, et entre 120 000 et 250 000 blessés,. Ces chiffres comprenant parfois également environ 39 000 morts en captivité, et 5 200 disparus ; mais aussi 21 000 civils et les morts de l’Armée de Vichy jusqu’au 1er novembre 1943 (combats du Levant et d’Afrique du Nord). Jean-Jacques Arzalier évalue ces pertes à non moins de 50 000 et au plus à 90 000 soldats morts au combat et à 123 000 blessés, le chiffre le plus probable se situant entre 55 000 et 65 000 tués.
La période équivalente de 1914, les six premières semaines de combat, qui est souvent comparée sous cet aspect-là à la bataille de France, avait fait perdre 700 000 hommes à l’Armée française (tués, blessés, prisonniers), dont 313 000 morts. En outre, 1 800 000 soldats de l'Armée française sont capturés par les troupes allemandes avant d'être internés dans différents types de camps. Un grand nombre de prisonniers tente de s'évader, 70 000 réussissant sur l'ensemble de la période, sans compter ceux évadés dès les premiers mois avant leur transfert vers l'Allemagne.
En 2010, le fichier de l'état civil militaire de la Seconde Guerre mondiale, mis en ligne sur le site Mémoire des hommes, a permis d'établir une statistique précise du nombre de morts de la campagne de mai-juin 1940 qui s'élève à 58 829 décès. Selon le Ministère de la Défense, « le chiffre de 100 000 morts, longtemps avancé et repris jusque-là par les meilleurs spécialistes de la période, révèle ainsi son caractère symbolique. Les pertes au combat s'établissent en réalité à 58 829 décès, exception faite cependant des marins, dont les décès étaient enregistrés selon des procédures différentes »,. Treize officiers généraux sont morts pour la France.
Outre les pertes humaines, les pertes en moyens militaires sont énormes :
- le Corps expéditionnaire britannique abandonne tout son matériel à Dunkerque[91] ;
- la RAF perd plus de 1 000 appareils et 435 pilotes, dont plus de 400 chasseurs dans la bataille[91]. La majorité étant des chasseurs Hurricane[92] et quelques Spitfire relativement peu employés sur le continent[26] ;
- l’Armée française perd 320 000 de ses 400 000 chevaux, et tout le matériel lourd qu’ils tractaient (artillerie antichar[93]) ;
- la flotte française a perdu 2 contre-torpilleurs, 5 torpilleurs, 1 pétrolier et des petits bateaux sans grande valeur militaire. Elle a réussi à sauver la plus grosse partie de ses navires de combat (235 des 291 navires à flot, 95 % du tonnage[94]) ; mais tous les ports et arsenaux de la côte atlantique sont sabotés et elle se retrouve pratiquement sans infrastructures de soutien, donc avec un niveau opérationnel limité. De plus, 148 des navires évacués s’abritent dans des ports britanniques (38 % du tonnage évacué)[95], et sont finalement retenus par le Royaume-Uni (22 juin)[96]. De plus encore, de nombreux navires en construction ou en réparations ont été sabordés ou saisis par les Allemands, le tonnage de ces pertes s’élevant à 170 000 tonnes[97]. Et surtout, la France avait promis à son allié britannique que sa flotte ne tomberait pas aux mains de l’Allemagne. Or, les conditions d’armistice imposent aux navires français ayant rejoint les ports de l’empire colonial de rentrer en métropole. Tombés dans les mains allemandes, ils représenteraient une telle menace pour le Royaume-Uni que cela rend inévitable, d'après Churchill, une réaction (opération Catapult et, en particulier, Mers el-Kébir) durant laquelle plusieurs bateaux français sont détruits[98].

## Conséquences de la défaite
Le pouvoir du maréchal Pétain entame une collaboration avec l'Allemagne, ayant refusé, avec le soutien de Weygand, une capitulation uniquement militaire (comme ce qui a été fait en Belgique. La reddition purement militaire des troupes de Belgique excluant un armistice, le gouvernement belge a continué la guerre avec la flotte, des aviateurs et le Congo belge contre les Italiens alliés de l'Allemagne). En effet, Pétain considérait que capituler militairement en France métropolitaine rendrait l'Armée française responsable de la défaite, qu'il jugeait due aux politiques. Il est le seul parmi les gouvernements légaux des pays vaincus à adopter cette politique qui découle de l'armistice. Elle entraîne l'alliance de certaines forces de droite et de gauche avec l'Allemagne sous l'égide du régime de Vichy, ce dernier poussant la collaboration jusqu'à organiser l'envoi de travailleurs dans l'industrie de guerre allemande et de combattants sur le front de Russie. Une réaction française vient du général De Gaulle réfugié à Londres qui, par son appel du 18 juin 1940, commence à reconstituer une force combattante qui s'affirme dans les années suivantes.
Le Gouvernement polonais en exil, représentant officiel et légitime de la Pologne s'évacue au Royaume-Uni dès la demande française d'armistice. Il rassemble rapidement les militaires polonais désireux de poursuivre la lutte et constitue l'armée polonaise de l'Ouest, jusqu'en 1944 première force alliée aux côtés des Britanniques. Les escadrilles polonaises (303e escadrille de chasse polonaise et 302e escadrille de chasse polonaise) constituées au sein de la RAF jouent un rôle déterminant pendant la bataille d'Angleterre.
Le gouvernement néerlandais continue la guerre dans la Royal Air Force et avec une partie de la marine dont la marine de guerre qui combat jusqu'à l'engloutissement contre les forces japonaises conquérant l'Indonésie.
Le gouvernement belge en exil continue la guerre, notamment en Afrique, avec la victoire contre les Italiens d'Abyssinie, et sur mer et dans les airs avec trois escadrilles dans la Royal Air Force, ainsi qu'en Europe continentale en soutenant la Résistance armée et, plus tard, par l'envoi de troupes qui vont contribuer à la libération de l'Éthiopie, du Nord de la côte française et de la Belgique.
Dans l'Europe occupée par les armées allemandes, une résistance clandestine s'organise constituée de divers groupements nés spontanément avant d'être prise en mains depuis Londres par les gouvernements en exil aidés par les Britanniques. Messages radio en langage codé, parachutages d'armes et envois de personnel formé au sabotage et à la guérilla vont démontrer, durant toute la guerre, que les gouvernements de Belgique et des Pays-Bas régentés par les nazis entendent affirmer leur légitimité comme seules autorités légales de leurs pays[pas clair]. En France, ce sont d'abord les agents de l'Intelligence Service, notamment des Polonais qui entament des contacts avec la résistance intérieure qui s'organise avant la prise en mains progressive des Français gaullistes qui avaient refusé l'armistice de Pétain.

## Les raisons de la défaite française

Parade nazie sur l'avenue Foch déserte (1940).

L'Armée française est elle aussi surclassée en quantité et en qualité qu'on a bien voulu le dire au lendemain de la défaite ? C'est le sujet d'une controverse qui dure depuis juin 1940, entre les auteurs qui défendent le bilan des anciens gouvernements de la IIIe République, leurs accusateurs comme le régime de Vichy qui intenta le procès de Riom qui leur reprochent de n'avoir pas préparé sérieusement la guerre, et les historiens qui ont la lourde tâche de comparer des statistiques hétérogènes. Deux précautions de méthodes sont rarement respectées par ceux qui s'engagent dans cette discussion.
- La suite des évènements peut influencer l'historien. Notamment l'héroïque résistance britannique à partir de juillet 1940 fait oublier que, dans la bataille de France, le grand empire britannique n'a été capable de mettre que 13 divisions au combat. Et que ces troupes, avec leurs commandements, ne se sont comportées ni plus mal ni mieux que les Français.

- Facteur stratégique décisif pouvant être oublié, le Reich hitlérien bénéficie de la neutralité bienveillante de l'URSS et des livraisons massives de matières premières (pétrole, blé, (...) depuis le pacte germano-soviétique à partir d'août 1939. Cet accord qui voit le dépeçage de la Pologne et l'annexion illégale des Pays Baltes par la Russie soviétique et dura jusqu'en juin 1941 date de l'opération Barbarossa. L'Allemagne nazie a donc pu échapper au blocus économique anglais, et concentrer toutes ses forces pour frapper les démocraties occidentales à l'Ouest sans crainte de l'ouverture d'un second front comme lors de la Première Guerre Mondiale, tandis que la France doit maintenir des troupes dispersées face notamment à l'Italie, dans les Alpes du Sud et en Afrique du Nord. Cependant, toutes les attaques menées par les forces italiennes en juin 1940 se heurte à la défense de qualité de  l'armée française dans les Alpes malgré un rapport numérique défavorable de 7 contre 1[65].

Au niveau matériel, les forces allemandes blindées en présence alignent 2 600 chars contre 2 300 pour les forces françaises. Les forces aériennes allemandes alignent 3 600 avions contre 1 400 français épaulés par 1 800 appareils britanniques. Il y a donc parité dans la chasse mais pas sur le bombardement et fait aggravant, les français n'ont pas de Défense Contre Avion.
D'un point de vue strictement matériel, l'Armée française de terre fait donc quasiment jeu égal avec la Wehrmacht : son taux de motorisation est égal à celui de l'Armée allemande (autour des 20 %), et même supérieur dans le domaine de l'artillerie. Les deux armées sont encore essentiellement hippomobiles avec 400 000 chevaux réquisitionnés en France et en Allemagne.
Les blindés français sont eux, mieux blindés dans l'ensemble et parfois mieux armés, mais un peu moins rapides, mal conçus et plus difficiles à manœuvrer que les Panzers. Les meilleurs chars français, les chars B1, sont les mieux armés de la bataille ; et leur blindage est si épais que seul le 88 antiaérien allemand peut espérer le percer. Ils ont toutefois des défauts de conception technique : le pointage du canon de 75 en casemate nécessite d'avoir le moteur constamment allumé, ce qui réduit l'autonomie déjà limitée, une tourelle monoplace à l'ergonomie et visibilité catastrophiques. De même, le Renault R35, bien protégé mais lent et sans puissance de feu antichar traduit la mise en pratique d'une conception qui s'est faite dans la douleur sans aucune nouvelle réflexion sur l'emploi du char, arme qui reste dans la doctrine française un soutien de l'infanterie comme en 1918. De même, outre une méthode de ravitaillement en essence déficiente par pompe à main la ou les troupes allemandes emploient le jerrican, il faut ajouter le sous équipement en matériel radio de série indispensable aux grandes manœuvres d'ensemble. Les chars français doivent encore manœuvrer par signaux visuels au moyen de fanions durant la bataille comme pour les chars Somua ou seul les chefs d'unité dispose d'un poste ER 29 d'une portée de 5 km,.
Selon l’historien Olivier Wieviorka, la défaite éclair ne provient pas d’une insuffisance de moyens ni d’une combativité insuffisante coté alliés, mais d’une part d’une méconnaissance des possibilités offertes par l’aviation et les chars et d’autre part d’une conduite désastreuse des opérations par l’état-major, resté accroché aux méthodes de la guerre de 1914-1918, facteur qui fut notamment mis en lumière durant le procès de Riom,,.
Ainsi, les chars sur le front sont employés par l'état-major en vertu d'une doctrine datant de 1918 et jamais remise à jour où l'infanterie était toujours considérée du point de vue français comme la maîtresse des batailles,: sur les quatre divisions cuirassées françaises (contre dix Panzerdivisionen allemandes), deux seulement manœuvrent pour attaquer en masse, les deux autres étant dispersées dans des actions défensives, et sacrifiées vainement, là où les stratèges allemands concentrent sur un front court mais continu leurs Panzerdivisionen de 250 chars chacune avec pour objectif de percer le front puis de se répandre sur les arrières à grande vitesse en laissant à l'infanterie le soin de réduire les poches de résistance après la percée,.
Sur le plan de l'artillerie, les deux camps opposent les canons antichars suivants : d'un côté, les canons de « Flak 88 » allemand, détournés de leur emploi primaire, seul capable de percer le blindage du char B1 et les canons anti-char de 37 mm ; de l'autre, le 25 mm et le 47 mm français (le plus puissant jusqu'à l'armistice) complétés par les batteries de 75mm en tir tendu dont l'efficacité fut à nouveau prouvée durant la bataille de Bir Hakeim en 1942. Toutefois, la défense antichar française est souvent clairsemée.
Le seul domaine où les Allemands dispose d'une supériorité technique et numérique très nette est l'aviation. Ils disposent en effet de 3 600 avions chasseurs et bombardiers contre 1 103 avions et 1 800 britanniques dont 400 basés en France. La supériorité allemande est indiscutable sur le domaine des bombardiers où la France ne possède pas d'équivalent et ce faute d'une doctrine militaire associée rajeunie malgré l'exemple de la guerre civile espagnole de 1936 et ce de manière coordonnée à un outil industriel pourtant en plein rattrapage sous l''action du Front Populaire,,.
Sur le plan stratégique, le Reich applique à fond la doctrine de la « maîtrise de l'air ». Privilégiée par le régime nazi, la Luftwaffe est dotée d'avions supérieurs à ce qui équipe les escadrilles alliées. Le chasseur Messerschmitt Bf 109E surclasse nettement les Morane-Saulnier MS.406 et Bloch MB-152 français et le Hurricane anglais qui constituent l'essentiel des chasses alliées, sur le plan de la vitesse (plus de 80 km/h chacun en vitesse maximale) et la maniabilité. Ce déséquilibre ne peut être compensé par l'arrivée d'une centaine d'avions Curtiss H-75 A1 américains à l'Armée de l'air française, ni par les premières livraisons de chasseurs modernes Dewoitine D.520 (32 exemplaires, versés au GCI/3 principalement) ou des Spitfire britanniques préservés pour la défense du territoire anglais en juin 1940. Du côté du bombardement, la Luftwaffe attaque avec des appareils très modernes (Heinkel He 111, Dornier Do 17, Junkers Ju 88), parfois plus rapides que les chasseurs alliés, et avec les bombardiers en piqué Stuka, qui détruisent méthodiquement les centres de résistance, les batteries d'artillerie, les chars alliés, et dont la sirène produit un effet psychologique très démoralisant sur les troupes françaises au sol.
Or, celles-ci n'ont qu'une défense antiaérienne faible avec un total de 1 695 canons anti-aériens, soit le même nombre qu'en 1918, et qui plus est, partagés entre l'armée de Terre et de l'Air. De plus, outre son nombre déficient, elle est principalement massée près des grandes villes. Enfin, la Luftwaffe lance des raids massifs de bombardiers (souvent une centaine d'appareils à la fois), puissamment escortés, qui surprennent la chasse alliée non préparée à des combats de cette ampleur, preuve d'une doctrine française profondément restée ancrée dans les conceptions de 1914-1918,.
Une cause essentielle englobe un certain nombre de manquements dans le haut-commandement. Depuis 1918, l'Armée française dispose d'une structure de commandement complexe, extrêmement efficace sur le papier ; mais la disparition des compétences et le vieillissement des cadres contribue à « ossifier » le commandement, qui se montre trop peu réactif et commet des erreurs majeures. Mais ces défauts ne sont pas spécifiques à la France, et se retrouve dans toutes les démocraties, qui ne cherchaient pas à préparer une guerre. L'Allemagne nazie (comme le Japon en Asie) a en forgeant un outil militaire offensif innovant, avec les équipements, la motivation et la sélection des chefs adéquats, arrive à vaincre tous ses adversaires sur le terrain jusqu'en 1942 à l'exception de l'Angleterre qui tient tête et inflige, grâce à la technologie récente du radar, de lourdes pertes à la Luftwaffe lors du Blitz jusqu'en mai 1941 et empêchant tout débarquement sur son sol.

### Aviation, DCA et artillerie

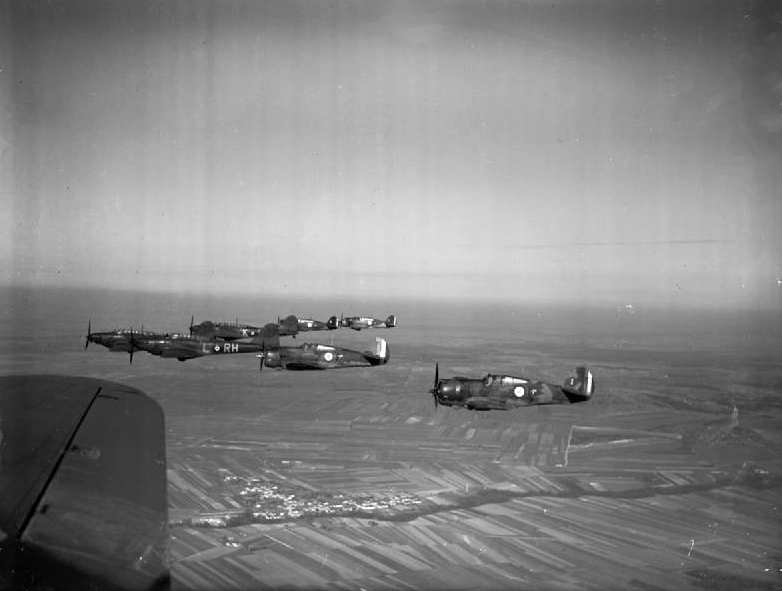
Des Fairey Battle du No. 88 Squadron de la RAF Advanced Air Striking Force, basés a Mourmelon-le-Grand, volant en formation avec des Curtiss P-36 Hawk français de la 1re escadrille du Groupe de Chasse 1/2 (GC 1/2) en février 1940.

L'aviation est le domaine où l’Armée allemande a dominé dès le début de la campagne.
Le ciel n'est pas vide d’avions français, comme il a souvent été dit, même si les chasseurs français vraiment capables de rivaliser avec leurs homologues allemands sont encore trop peu nombreux au sein des unités, comme le Dewoitine D.520, avec seulement une escadrille dotée de 36 de ces appareils le 10 mai 1940 et ce malgré une production de 437 appareils à la même date. Facteur aggravant, les forces aériennes françaises sont également éparpillées par petits groupes de la frontière belge à la frontière italienne, comme les chars placés en soutien de l'infanterie, ce qui rend leur nécessaire disponibilité en masse impossible au point chaud des combats,.
Le retard de l'aviation française s'explique par un désintérêt certain de la part du haut commandement militaire pour les applications pratique de cette arme aussi bien dans sa version de bombardement que d'attaque au sol et ce, comme le souligne l'historien Marc Bloch, malgré l'exemple de la guerre civile d'Espagne dont les leçons ne se traduisent que le 2 mai 1938 par les autorités politiques françaises avec un plan de réarmement d'urgence dans le domaine de la Défense Contre Avions (DCA) de 940 millions de francs.
Elle est vue en effet comme une composante de l'Armée de terre, occasionnant faute d'une vue d'ensemble et d'une doctrine adaptée au profit de cette arme nouvelle et d'un nouveau genre, un nombre innombrables de projets concurrents abandonnés ou mal finalisés, occasionnant un éparpillement des ressources et une perte de temps considérable dans la mise au point des appareils souvent dépassés à leur réception comme l'Amiot 143.
Il en résulte qu'au 10 mai 1940, un grand nombre d'appareils très différents est en service, rendant également leur maintenance cauchemardesque du fait de la multiplicité des pièces de rechange nécessaires aux divers appareils. L'industrie d'aviation est également très morcelée et sous la forme d'un super artisanat d'où la multiplication des appels à projets concurrents et la lenteur de production et de mise au point. Ce problème est partiellement résolu par la nationalisation de la production aéronautique par le Front populaire à partir de 1936, mais ce processus de rationalisation de la production commence trop tard pour porter ses fruits à temps pour l'attaque allemande de mai 1940,.
Le 3 septembre 1939, sur environ 1 400 avions de combat disponibles, le nombre d’avions modernes de l'armée de l'air française en métropole ne s’élève qu’à 440 avions de chasse (Morane-Saulnier MS.406, qui est doté de la plus faible vitesse des chasseurs de première ligne, Bloch MB-152, Curtiss H-75, Dewoitine D-520) et 50 avions de reconnaissance (Bloch MB.131 et Potez 630), soit un peu plus du tiers du total général. À ces appareils s'ajoute ceux de la Royal Air Force basés en France, composés de 290 avions, essentiellement des Hawker Hurricane, modernes, 150 avions de bombardement et 80 avions de renseignement, avions dépassés technologiquement. Sur les 1 700 avions alliés, 800 sont modernes bien qu'inférieurs aux appareils allemands, les appareils modernes français étant arrivés trop tard et en trop petit nombre. Le ratio victoires/pertes est de 1 pour 3 ou 4 lors de la campagne de mai-juin 40, soit environ 500 victoires pour 1 500 à 2 000 appareils perdus au total.
D'autre part, au-delà des considérations statistiques, les avions français souffrent de multiples défauts techniques qui réduisent encore leur efficacité : mauvais fonctionnement à haute altitude (armes enrayées par le froid, manque de dégivrage…), avec l'immobilisation de plusieurs centaines d'appareils soit par manque d'éléments essentiels comme les hélices ou de défauts en raison d'un contrôle trop laxiste ou faible. De plus, point pénalisant, les moteurs sont peu fiables et pas assez puissants comme ceux des firmes d'Hispano-Suiza et Gnome et Rhône, faute d'investissements continus dans les années 1920-1930 et en raison de plus de l'absence de la France à la coupe Schneider, facteur important de retombées technologiques. L'inquiétude de l'Angleterre est si importante à ce sujet en 1939 qu'elle propose à la France pour pallier ces défauts de lui fournir l'excellent moteur Rolls-Royce Merlin le même équipant ces chasseurs les Spitfire et Hurricane. Or, en raison d'hésitations françaises, seuls 143 sont disponibles en juin 1940.
Des sabotages auraient été effectués par des ouvriers communistes en vertu du pacte germano-soviétique, dans les usines françaises notamment sur des moteurs d'avions,,. Néanmoins, les arrestations faites à titre préventif et la dissolution du PCF rendu illégal à la suite du Pacte germano-soviétique d'août 1939, ne freinent pas la production d'armes en France, le sabotage étant de plus contraire à l'éthique ouvrière de France.
L'armée dispose à l'époque de nombreux avions modernes américains commandés en septembre 1938 aux États-Unis avec 1 200 chasseurs et 700 bombardiers sur une commande finale de 4 426 appareils dont 980 livrés au 1er juin, signe d'une prise de conscience tardive des autorités. Mais cependant, ils ne sont pas équipés pour les combats. L'Armée dispose aussi dans le Midi de nombreux avions français neufs qui doivent recevoir des équipements complémentaires pour être prêts à l'usage militaire ou qui, même prêts pour le combat ou ne peuvent pas être amenés au front faute de pilotes.
Malgré ces désavantages, les aviateurs et la défense anti-aérienne arrivent tout de même à des résultats : 20 % des Messerschmitt-109 alignés en avril 1940 sont abattus. Les pertes en mai-juin de la Luftwaffe (1 300 appareils, en incluant les appareils perdus lors d'accidents) sont comparables à celles de la bataille d'Angleterre. La chasse française, et marginalement la DCA (7,3% des avions abattus soit 94 appareils allemands), comptabilise un nombre de victoires compris entre 400 et 500, chiffre ne tenant pas compte du système d'homologation « généreux » des victoires aériennes en vigueur (tous les appareils ayant pris part à la destruction d'une cible se voient chacun crédités d'une victoire) et qui conduira au mythe des 1000 victoires longtemps repris sans discernement par de nombreux historiens. Le chiffre de 500 victoires peut cependant être doublé en tenant compte des avions allemands gravement endommagés, même si beaucoup sont récupérés et réparés. Au moment de l'armistice, la France détenait 900 aviateurs allemands prisonniers[réf. souhaitée]. Malgré des demandes de la Grande-Bretagne, l'Armée française refuse de transférer au Royaume-Uni ces aviateurs qui furent libérés après l'armistice. Certains historiens considèrent que cette usure de la Luftwaffe comptera de façon décisive dans la bataille d'Angleterre, mais la récupération des avions endommagés et surtout des pilotes allemands prisonniers des Français tempère quelque peu cette affirmation.
Autre point essentiel, la dotation en DCA (Défense Contre Avion) dans l'Armée française est globalement insuffisante et le plus gros handicap, l'effort industriel en vue de la production de canons anti-aériens ayant été trop tardif dans les années précédant l'entrée en guerre, conséquence directe d'une doctrine ou le côté offensif de l'aviation n'a pas été perçu er intégré,. Le haut commandement français estime en effet qu'une attaque aérienne prend en théorie 25 secondes, temps considéré comme largement suffisant pour laisser un délai de 10 secondes aux troupes au sol pour se mettre à l'abri oubliant les effets des bombardements sur les soldats. De ce fait, beaucoup d'unités au sol en sont réduites à utiliser leurs mitrailleuses comme défense anti-aérienne.
L'un des principaux problèmes de l'aviation de chasse française tient aussi du fait que ses unités sont éparpillées sur l'ensemble du territoire, et de ce fait souvent indisponibles dans la zone des combats. Cela a par contre l'avantage théorique non négligeable de réduire la probabilité de pertes massives d'avions en cas d'attaques surprises sur les aérodromes.
C'est aussi et surtout l'absence de coordination avec les autres armes qui détermine le manque d'efficacité de l'aviation, alors que la tactique allemande implique une collaboration très étroite entre les troupes au sol et les unités aériennes, ces dernières se tenant à disposition des unités au sol dans des délais le plus souvent très brefs. Il est cependant à signaler que l'usage de cette tactique d'attaque combinée est alors connue et enseignée en France et qu'elle s'applique au niveau de la première armée, dont le corps de cavalerie bénéficie de l'appui de forces aériennes de reconnaissance et de bombardement en plus de l'appui classique de l'artillerie tractée. Cela explique en partie le succès qu'elle rencontre lors des premiers combats en Belgique face à des unités allemandes blindées modernes aguerries. Cette doctrine d'emploi est donc connue dans certains états-majors français, mais le problème était surtout que l'Armée souffre d'un manque de matériel moderne de télécommunication déployés dans toutes les unités et de techniciens radio formés pour l'utiliser.
Toutes ces faiblesses et failles prennent leur source dans l'incapacité intellectuelle du Haut Commandement français à préciser une doctrine d'emploi claire pour l'aviation dans les années 1930 dont il ne perçoit pas les applications militaires pratiques malgré les exemples de la guerre d'Espagne en 1936 et plus proche de la Campagne de Pologne en septembre 1939. Il ne réussit pas non plus réussi à compenser les grandes pertes en avions (environ 1 000) et subvenir aux gros besoins en matériel de réparation et de maintenance de ses unités, malgré un effort industriel colossal pendant la campagne permettant à la France de passer de 1 090 appareils disponibles en septembre 1939 à 2 114 en mai 1940, mais dont une grande majorité est capturée dans les dépôts et usines par les Allemands sans avoir pu servir faute d'un effectif formé aussi bien en techniciens de maintenance qu'en pilotes. Tout cela se traduisit sur le déroulement des opérations en mai 1940 trahissant l'impréparation du commandement français à une guerre d'un nouveau type.
Beaucoup d'avions français, ainsi que la plupart des avions belges et hollandais, sont détruits au sol le 10 mai par des attaques surprises d'avions allemands en piqué (principalement des Stukas conçus dans ce but). C'est encore l'aviation d'assaut allemande qui fait vaciller la résistance des réservistes des 2e et 9e armées tenant le front à Sedan.
Le 10 mai, l'artillerie antiaérienne belge, pourtant constituée d'excellents canons de marque Bofors de conception suédoise, est surprise à plusieurs endroits puis se reprend en se révélant une des armes les plus efficaces de la campagne de Belgique. Parvenant à soustraire la majeure partie de leurs batteries à la capture, les artilleurs les laissent aux Britanniques qui les récupèrent le 28 mai. L'aviation belge rescapée des attaques du 10 mai peut intervenir pour des bombardements de ponts, mais avec de grosses pertes, parfois pour des attaques en rase motte contre des pointes avancées d'infanterie allemande et pour l'observation et le réglage de tirs de l'artillerie terrestre. Les derniers appareils rescapés sont sabotés le 28 mai.
Au sol, l'artillerie française, contrairement au début du premier conflit mondial et à la guerre de 1870-1871, n'a rien à envier à son homologue allemande. Les archives allemandes témoignent largement de l'efficacité et de la précision des artilleurs français. La guerre de mouvement rapide imposée par les Allemands réduit cependant le rôle de l'artillerie lourde française. Les batteries françaises sont souvent confrontées à des attaques directes de chars allemands et utilisent leurs Canon de 75 mm Mod 1917 comme antichar en tir tendu dont la puissance est prouvée.
L'intervention de l'aviation britannique doit aussi être relevée, par exemple face à la percée du front à Sedan. Elle remporte une part honorable de victoires jusqu'au début de juin 1940. Ensuite, ce qui en subsiste se replie en Angleterre qu'elle est chargée de défendre en priorité pour ne plus guère intervenir efficacement dans le ciel français.
En y regardant de près, il est donc possible de conclure que c'est la supériorité tactique et technique de la Luftwaffe en liaison directe avec l'armée blindée qui a rendu la victoire allemande possible si rapidement en mai-juin 1940 doublées de l'impréparation globale de l'Armée française à ces nouvelles tactiques et son incapacité à anticiper son déploiement par l'adversaire sur le territoire nationale et ce malgré l'exemple probant de la Camapagne de Pologne et des renseignements fournis par le renseignement militaire,,.
Il faut également noter l'absence décisive d'exploitation par le généralissime Gamelin des repérages multiples et répétés par l'aviation de reconnaissance des troupes allemandes fortement concentrées sur les routes ardennaises avant leur percée à Sedan et la non-application des plans de destructions de ponts et de routes pourtant prévus en cas de mouvements allemands trop rapides.
Toutefois, les pertes allemandes (plus de 20 % des effectifs engagés de la Luftwaffe) sont importantes et auront contribué à l'échec allemand de la bataille d'Angleterre.

### Blindés
La France dispose des SOMUA S35 et des B1/B1 bis qui sont avec le KV-1 les chars avec le meilleur blindage/armement au monde en 1940. Les blindés allemands peinent en effet à percer le blindage du B1-bis et doivent souvent demander un appui aérien ou des canons antichars pour être sûrs de pouvoir les détruire,. Toutefois, la qualité du matériel et sa disponibilité en nombre ne pas détermine pas l'issue d'une bataille comme le prouva l'opération Barbarossa en 1941 malgré la qualité des chars soviétiques. La différence se fait sur le terrain sur l'emploi tactique des chars et leur liaison au sein d'unités interarmes avec l'aviation.
Lors de la première bataille de chars de l’histoire (la bataille de Hannut), les chars français font donc jeu égal avec les Panzers, ces derniers conservant l'avantage uniquement grâce à leur couverture aérienne efficace et parfaitement coordonnée, leur concentration en groupes homogènes de 250 unités la ou le haut commandement français préfère les diluer en soutien de l'infanterie,et aux terribles canons antichar/antiaériens de 88mm.
S'il est vrai que la majorité des chars en service sont des blindés légers de qualité très relative (Renault R35, R39, Hotchkiss H35, H39, FCM 36, sans compter un grand nombre de Char Renault FT datant de la Première Guerre mondiale totalement dépassés), c'est également le cas dans les divisions blindées allemandes, où le char le plus puissant, le Panzer III, seul capable de rivaliser avec les chars Somua S-35 et B1-bis français, ne représente qu'environ 13,5% des blindés allemands en première ligne durant la campagne. Les blindés légers français, bien qu'étant inefficaces en combat anti-char et peu efficaces contre l'infanterie en raison de leur armement totalement dépassé, (pour majorité les 37mm court SA18 récupérés sur les FT), disposent cependant d'un bien meilleur blindage que les PzI et PzII allemands. Reste que ces défauts, associés à une lenteur préjudiciable dans une guerre rapide, font des R35, H35, FCM36 des chars quasiment "inutiles" lors de la bataille de France si ce n'est des cibles faciles pour les troupes allemandes,.
Le gros défaut des chars français est leur tourelle à un seul homme. Le chef de char, seul dans sa tourelle exiguë, peu ergonomique et offrant une visibilité exécrable, est à la fois viseur, tireur et devant recharger son canon, il est submergé par les tâches à accomplir alors que la conception des chars allemands (cinq hommes dans les chars lourds) permet une bien meilleure répartition des tâches et donc une meilleure efficacité du char en combat,.
La tourelle APX1 à coupole, commune à de nombreux chars français pour des raisons d'économies budgétaires, ne permet pas au chef de char de sortir la tête au-dessus, contrairement aux chars allemands équipés de trappe, pour avoir momentanément une meilleure vision du terrain et donc de compenser la très mauvaise visibilité depuis l'intérieur du char, défaut majeur de l'ensemble des chars français. Il est donc très difficile pour les équipages de repérer l'ennemi et d'observer le terrain correctement.
Défaut aggravant, la majorité des chars français n'est pas équipés de radio en mai 1940. Ceux qui le sont ne peuvent en tirer grand avantage du fait de leur faible portée et de leur mauvaise fiabilité (une simple rangée d'arbres peu bloquer toute communication). Seuls les chefs de bataillons de H39 possèdent des émetteurs au sein des DLC. Les chefs de bataillon de char communiquent leurs ordres par fanion depuis l'arrière de leur tourelle, sous le feu ennemi durant la bataille. La radio étant généralisée dans l'armée allemande, il est à l'inverse extrêmement facile pour elle de guider ses unités, de faire passer des ordres rapidement et ainsi d'obtenir un mouvement coordonné et immédiat des unités engagées,.
Un autre aspect essentiel des chars français dans leur aspect technique vient de leur conception en tant que soutien d'infanterie pour leur majorité, conformément à la doctrine en vigueur dans l'armée française (et britannique) de l'époque. Outre les DCR, (dont la 4e du Colonel De Gaulle constituée en catastrophe dans le chaos des combats, insuffisamment dotée et servie par des équipages pour la plupart totalement novices), les chars français sont fractionnés en dizaines de Bataillons de Chars de Combat, non autonomes, lents, aux communications défaillantes, alors que les Panzerdivisions sont capables d'actions autonomes « en profondeur », c'est-à-dire derrière le front ennemi après sa rupture,.
Leur vitesse moyenne et leur autonomie inférieure à celle des chars allemands (à l'exception du Renault S35, mais son système de plein de carburant à deux réservoirs posera quelques problèmes aux équipages novices), en particulier celles des B1-bis, font qu'un grand nombre de ces chars finissent en panne de carburant au milieu des champs de bataille, sabordés par leurs équipages, ou récupérés par les Allemands. À noter que l'utilisation des jerricans (invention allemande, d'où leur nom : bidon fritz en anglais) permet aux équipages allemands d'être ravitaillés par avion, et de remplir leur réservoir bien plus facilement qu'avec les pompes à main utilisées par les Français, ces derniers devant passer à la pompe l'un après l'autre dans un processus interminable.
Le cas du B1 est le cas l'exemple le plus symptomatique de la doctrine française dans ce domaine. Projet "bâtard", retardé maintes fois en raison des limitations imposées par les conventions de désarmement de l'entre-deux-guerres (interdiction de chars de plus de 15 t, quand le B1 dépassait les 30 t). La conception du B1 se fait dans l'optique d'un char lourd de bataille, mais sans réelle réflexion préalable sur sa doctrine d'emploi. Il en résulte un char bien armé et bien protégé mais difficile d'emploi, notamment pour les raisons techniques évoquées plus haut, et finalement pas vraiment adapté à quoi que ce soit, soutien d'infanterie ou percée du front. La conception et l'emploi de ce char sont symptomatiques et représentatives des errements et de l'absence de vision rationnelle du commandement pour l'ensemble des armées et de ses matériels, en raison d'une doctrine de combat française datant de 1914-1918, vu comme la référence absolue des batailles présentes et à venir comme enseignée à l’École de guerre et non réactualisée avec l'irruption des armes modernes tel que le char et l'avion de chasse et de bombardement. Certains chars ne sont pas mauvais et la Wehrmacht en récupère 250, 1 400 antichars et 1 000 pièces d'artillerie) pour certaines de ses opérations ultérieures mais aucun n'est vraiment bon et conçu pour correspondre à une tâche bien précise, pensée et réfléchie sérieusement en amont,,.

### Stratégie et tactique
C’est principalement aux niveaux opérationnel et tactique, soit dans la doctrine d'emploi des armes, en particulier des blindés, et de la liaison chars-avions, que l’Armée française se révèle profondément inférieure face à l'Armée allemande,.
Alors que les 2 592 Panzers allemands sont regroupés au sein de dix divisions très autonomes et cohérentes d'environ 250 blindés modèle PZ I et PZ II, soutenus par de l’infanterie, du génie, de l’artillerie motorisée, un système logistique performant et surtout par l'aviation d'assaut dans un concept d'unités interarmes, plus des deux tiers des 4 002 chars français sont éparpillés en « groupements de bataillons de chars » d'une centaine d'engins aux diverses armées, sans aucune autonomie opérationnelle ni appui suffisant d'infanterie ou d'artillerie et surtout, ce qui sera le plus grave défaut de la tactique française, sans soutien aérien ou logistique adapté. Pour l’état-major français de l'époque, le blindé reste principalement un élément d'accompagnement et de soutien de l'infanterie, tout comme en 1918,,.
Les chars français sont donc conçus en conséquence et, en dépit de leur blindage et de leur armement supérieur, souffrent de nombreuses lacunes par rapport à leurs rivaux allemands dont notamment l'absence quasi totale de système de communications radio qui, lorsque présents, ont souvent des problèmes de fiabilité. En comparaison, tous les chars allemands disposent de radios modernes et fiables, la où l'Armée française reste encore à l'emploi du pigeon voyageur et du téléphone ou l'emploi des fanions pour les manœuvres,.
Leur autonomie est réduite également du fait de leur conception en tant que soutien d'infanterie, qui se combine avec la lenteur et la lourdeur du système de ravitaillement en carburant par camion-citerne, alors que les Allemands utilisent des jerricans qui permettent un approvisionnement bien plus rapide.
On note aussi la prédominance de tourelles monoplaces où le chef de véhicule est surchargé par les tâches à accomplir. D'une certaine façon, le pire côtoie le meilleur. On voit néanmoins des succès francs, comme à Stonne, avec 24 panzers allemands détruits, dont douze par un seul char B1 bis, ou encore à Hannut et à Montcornet (offensive du Colonel Charles De Gaulle). Mais les chars français ont peu d'opportunités pour profiter de leurs avantages et ne peuvent influer sur le cours des événements, car la guerre menée par les Allemands va plus vite qu'eux. À signaler également la première attaque de nuit de l'histoire par des chars lors de la bataille d'Abbeville, un succès français[source insuffisante].
Si l'emploi combiné de l'aviation et des blindés aux mains d'un corps de soldats professionnels et entraînés explique en partie la défaite française, elle est insuffisante à elle seule. Élaborée et mise en pratique sur le plan tactique par les Allemands lors de la campagne en Pologne en 1939, son efficacité contre l’Armée française était encore sujette à caution au sein du commandement allemand avant le déclenchement des opérations. Même si elle y reçoit un écho peu favorable, en raison du conservatisme de l’état-major, elle est prônée aussi en France et aurait pu être appliquée par certains de ses théoriciens comme le colonel Charles de Gaulle. Mais il se heurte au conservatisme de la doctrine militaire des chefs de l'Armée française des années 1930, ainsi qu'aux réticences du monde politique qui s'oppose fortement à la constitution d'une armée professionnelle mécanisée, telle que préconisée par De Gaulle, redoutant l'irruption d'une pépinière de nouveaux prétoriens.
La France établit sa stratégie sur une guerre statique de positions type de la Première Guerre Mondiale qui se manifeste par la construction de la ligne Maginot, alliant protection et puissance de feu. Son objectif est donc de fixer et retarder suffisamment l'ennemi pour permettre la mobilisation et la montée en ligne du corps de bataille français, et non de réitérer une guerre de position dans le style de 14-18 comme on l'a souvent entendu. Un autre point capital est la protection des bassins industriels et des mines du nord-est essentiels à l'effort de guerre français et directement menacés par une éventuelle invasion allemande. La ligne Maginot n'est pourtant pas exempte de faiblesses. Winston Churchill jugeait en effet : "« extraordinaire qu'elle n'ait été prolongée au moins le long de la Meuse » point que souligne également l'historien Marc Bloch dans son ouvrage l'Étrange défaite rédigé en 1940,.
Cependant, la prolongation de la ligne Maginot se heurte à la topographie défavorable et à une urbanisation très dense à partir de la frontière Belge, ce qui rende ce type de fortifications inefficaces, d'autant que l'on compte sur les fortifications Belges pour couvrir leur secteur et faire de la Belgique un champ de bataille envisagé pour la bataille à venir. D'autres secteurs de la ligne Maginot sont peu fortifiés pour ces mêmes raisons, notamment le secteur de Sedan. L'aspect diplomatique est souvent avancé pour expliquer l'arrêt de la ligne à la frontière Belge, mais cela a eu un impact marginal au regard des considérations topographiques et pratiques évoquées plus haut. Le ratio dépense/résultat était tout simplement trop défavorable pour engager la poursuite de la ligne le long de la Belgique.
En effet, en 1934, et outre l'aspect diplomatique, alors qu'il est ministre de la guerre, Pétain limite les travaux d'extension de la ligne Maginot à la frontière belge ayant foi dans le bloc des Ardennes considéré, à tort, comme infranchissable pour les blindés allemands et considérant l'apport des nouvelles technologies comme les chars et les avions et leurs nouvelles possibilités tactiques comme négligeables et ce malgré plus tard, les exemples de la guerre civile espagnole de 1936 et de la Campagne de Pologne de 1939. Les autorités et stratèges militaires français pensent que les Ardennes sont une barrière naturelle infranchissable pour les forces allemandes et n'intègrent donc pas dans leurs plans la possibilité d'un franchissement par des unités motorisées, réduisant sa capacité défensive et n'ayant pas eu, comme l'indiquait l'historien Marc Bloch, "la sagesse de bétonner suffisamment notre frontière du Nord aussi exposée que celle de l'Est".
La France dispose en mai de sept divisions blindées : les 1re, 2e et 3e divisions légères mécaniques (nettement inférieures aux divisions Panzer) et 1re, 2e, 3e et 4e divisions cuirassées. Certes, les deux dernières ont été constituées à la hâte après le début du conflit, mais la plupart sont plus puissantes que leurs équivalentes allemandes même si elles sont moins bien organisées.
Avant la guerre, l'État-major français prévoit que les Allemands tenteraient une répétition du plan Schlieffen de 1914. Ce postulat est très rationnel et cohérent avec la sclérose de la bataille d'encerclement qui sévit au sein de l'État-major allemand (toutes les batailles livrées par la Wehrmacht pendant le conflit seront des batailles d'encerclement, tentatives de répétition à échelle stratégique de la bataille de Cannes). Une trahison vénale livre aux Alliés le plan de bataille allemand original, qui prévoit en effet de passer par la Belgique. Les Allemands apprennent cette trahison et changent leurs plans en conséquence pour le plan jaune mis au point par le général Von Mainstein et qu'Hitler impose à ses propres généraux réticents.
Le 10 mai 1940, un groupe d'armées allemandes envahit la Belgique et les Pays-Bas. Leur objectif est d'attirer les meilleures unités françaises et anglaises, le British Expeditionnary Force, la 1re et la 7e armée le plus au nord possible. Les haut commandements français et britannique réagissent en envoyant donc aux Pays-Bas la plus mobile des armées françaises afin de couper l'herbe sous les chenilles allemandes, tombant dans le piège stratégique allemand et laissant le champ libre dans les Ardennes aux meilleures unités allemandes sans aucune réserve de sécurité.
Quant à l'exécution du plan allemand, Rommel mène sa division à bride abattue sur plusieurs centaines de kilomètres vers l'ouest malgré les tentatives désespérées de son propre état-major pour le faire freiner et au mépris de toutes les règles les plus élémentaires de la guerre : une telle manœuvre en territoire ennemi, sans support de l'arrière avec la menace constante du sectionnement du « cordon ombilical » le reliant à la base, est alors considérée comme un suicide. De fait, il passe plusieurs fois bien près du désastre, mais il réussit.

### L'état-major de l'armée française
Avant et pendant le conflit, les erreurs et les effets de la rigidité de la structure de commandement s'accumulent,.
Avant le début des opérations, durant la période de la drôle de guerre, du 3 septembre 1939 au 10 mai 1940, là où le commandement militaire allemand mit à profit ce délai pour entraîner au maximum ses unités, le commandement français s'abstient de tout entraînement pouvant motiver et maintenir l'efficacité opérationnelle des troupes et ce malgré l'exemple de la campagne de Pologne, datant de septembre 1939 exposant les tactiques allemandes.
Les déficiences du système de communication se font cruellement sentir : l'absence généralisée de radios dans toutes les unités combattantes et non-combattantes au profit du téléphone et du pigeon voyageur, est à l'origine d'un chaos difficilement imaginable : ordres reçus trop tard, contre-ordres envoyés et donc reçus trop tard, lenteur générale de la circulation des informations ; les messages sont toujours codés, même là où ce n'est pas nécessaire, les lignes téléphoniques, considérées à tort comme plus sûres que la radio, sont souvent coupées, les estafettes à moto se perdent, ne trouvent pas les PC des unités qui bougent, se retrouvent empêtrés dans le flot des réfugiés qui se jettent sur les routes, etc,. L'historien Marc Bloch restitue particulièrement cet état de sidération, de choc et d'incompréhension des forces militaires dépassées par les avancées des troupes allemandes dans son livre l'Étrange Défaite.
Les meilleures unités blindées sont baladées, éparpillées souvent inutilement entre les différents points du front, assignées puis réassignées à des unités distantes de dizaines de kilomètres, séparées de leur échelon logistique, fractionnées puis diluées, certains éléments étant déplacés par train, d'autres par la route, souvent pour ne jamais pouvoir se regrouper, puis utilisées en missions-suicide de retardement. Certains généraux d'armée voient arriver des unités sans même être au courant qu'elles sont placées sous leurs ordres, d'autres ne recevant jamais les renforts demandés.
L'État-major est rapidement débordé par l'avance fulgurante des armées allemandes, et sera presque toujours incapable de réagir à temps, ne sachant parfois même pas où se trouvent ses propres unités, et encore moins où se trouve l'ennemi,.
Il faut souligner qu'avant la guerre, des parlementaires et militaires comme le général Prételat alertent le gouvernement et l'État-major sur l'insuffisance des défenses de la région de Sedan ou en 1938 des manœuvres indique que les forces allemandes peuvent surgir en 60 heures.
Ces alertes et interrogations se heurtent sans succès à l'aveuglement idéologique et théorique des stratèges militaires qui restent persuadés que les Allemands agissent conformément à leurs prévisions théoriques, la traversée des Ardennes considérées comme impénétrables par des unités motorisées devant prendre en théorie une semaine et ce, malgré le fait qu'un Kriegspiel, organisé quelques mois avant l'attaque allemande, démontre que ce n'était pas le cas. La traversée s’effectue en 48 heures par les troupes allemandes.
Le haut commandement, pour qui la référence des batailles demeure celle du front oriental de 1918, s'enferme donc dans le déroulement de manœuvres scriptées établies d'avance mais ne permettant ni d'innover ni d'identifier les problèmes en cours. Comme le souligne l'historien Marc Bloch en citant Paul Reynaud : « De par sa structure fortement hiérarchique, le haut commandement militaire se nourrit de conformisme ».
Et ce qui explique également pourquoi les idées nouvelles d'une armée mécanisée défendue au sein de l'institution par le général Jean Estienne, Joseph Doumenc ou le colonel Charles de Gaulle dans les années 1930 ne parviennent pas à prendre racine au sein d'une institution qui s'accrochait à une routine rassurante.
Le Général Huntziger, commandant du secteur de Sedan, porte une grande responsabilité dans la percée allemande sur la Meuse à la sortie des Ardennes. Des renforts, du soutien aérien lui sont proposés, il les refuse jusqu'au bout, malgré la gravité de la situation et tente, une fois la catastrophe avérée, de faire porter le chapeau à Corap et ses divisions de réservistes mal équipées et mal entraînées.
Les chefs français ont visiblement oublié les enseignements de Napoléon, pour qui le plan de bataille considéré comme parfait, préparé jusque dans ses moindres détails, est voué à l'échec s'il ne prend pas en compte l'imprévu. Les Allemands, étant capables de s'adapter rapidement aux imprévus, ne commettent pas cette erreur en plus de ne pas « jouer » selon les règles prévues par l'état-major français ajoutant au trouble sans cesse grandissant des cadres de l'armée française dépassés par les évènements et incapables de s'y réadapter, certains s'effondrant littéralement,.
Cet état d'esprit de rigidité doctrinaire militaire a notamment été analysé par l'historien et témoin direct des événements, Marc Bloch dans son ouvrage historique L'Étrange Défaite :

« (…) Parce que beaucoup de savants professeurs de tactique se méfiaient des unités motorisées, jugées trop lourdes à mouvoir (les calculs leur attribuaient, en effet, des déplacements très lents ; car on les imaginait, par sécurité, ne bougeant que de nuit ; la guerre de vitesse eut lieu, presque uniformément, en plein jour); parce qu'il fut enseigné, au cours de cavalerie de l'École de Guerre, que les chars passables pour la défensive, étaient de valeur offensive à peu près nulle; parce que les techniciens ou soi-disant tels estimaient le bombardement par artillerie beaucoup plus efficace que le bombardement par avions, sans réfléchir que les canons ont besoin de faire venir de fort loin leurs munitions, au lieu que les avions vont eux-mêmes, à tire-d’aile, se recharger des leurs. En un mot, parce que nos chefs, au milieu de beaucoup de contradictions, ont prétendu avant tout, renouveler en 1940, la guerre de 1914-1918. Les Allemands faisaient celle de 1940. »

Cette vision est corroborée par le procès-verbal du Comité de guerre, du 25 mai 1940, (document récupéré et publié en 1941 par les autorités allemandes après la capture du train des archives de l'état-major français en gare de Charité en 1940) où le général Maxime Weygand, chargé de la défense du front français à partir du 20 mai, déclara : « La France a commis l'immense erreur de rentrer en guerre n'ayant ni le matériel ni la doctrine qu'il fallait ».
Les chefs militaires portent d'un point de vue stratégique la plus grande responsabilité dans la défaite militaire de 1940,,,. Plus profondément, comme l'analyse le journaliste et historien, Jean Lopez, en s'accrochant aux conceptions, théories et enseignements issus de la Première Guerre Mondiale par esprit de conformisme et de hiérarchie et en refusant les nouveautés technologiques comme l'usage massif des chars proposés par le colonel Charles de Gaulle dans les années 1930 ou l'aviation, des moyens modernes de communication tel la radio et l'emploi de nouvelles tactiques comme la liaison blindés, aviation, infanterie, imaginée par les généraux Allemands comme Heinz Guderian, l'Armée française s'est condamnée à reproduire des solutions inadéquates, déconnectées des réalités du terrain des opérations et menant au désastre sur le plan militaire,,,, .
En vérité, l'armée et le haut commandement dans son ensemble, apparaissent sur la défensive et en repli à l'image du pays qu'est alors la France des années 1930. Touchée dans ses fondements, l'institution militaire reflète le contexte généralisé d'inquiétude d'une France vieillissante, traumatisée par la guerre de 1914-1918, en pleine incertitude sur son rang mondial et fragilisée par les conséquences économiques et sociales globales de la crise financière de 1929,.

### Défaitisme
L'idée d'une tactique allemande irrésistible, la Blitzkrieg (le mot a été inventé par la presse britannique de l'époque), est apparue comme une évidence par tous ceux qui l'ont vécue sur le terrain, d'abord lors de l'écrasement de la campagne de Pologne, ensuite à l'ouest en mai-juin 1940. Elle a été mise en l'avant après la défaite par les chefs militaires français, pour minimiser leur responsabilité dans la débâcle française. Dès le procès de Riom, les autorités vichystes qui font juger les « fautifs » de la grande débâcle du printemps 1940, vont jusqu'à avancer les chiffres de 7 500 chars et de plus de 5 000 avions mis en ligne par la Wehrmacht.
Des historiens, tels que Kenneth Macksey ou John Keegan, apportent aujourd'hui une analyse nouvelle sur cet épisode historique et remettent en question la supériorité de l'armée allemande et le défaitisme ambiant comme causes du  désastre. Ils mettent au jour la responsabilité des élites[Lesquelles ?] que l'historien Marc Bloch analyse dans son essai l’Étrange défaite.
L’analyse de la responsabilité du Haut commandement français commence avec les entraves mises à l’action du gouvernement lors de certains épisodes cruciaux précédent le conflit comme la remilitarisation de la Rhénanie en 1936, interdite par le traité de Versailles ; cette remilitarisation est précédé en 1935 du rétablissement du service militaire également interdit. Les deux ne provoquent aucune réaction française ou anglaise. Le gouvernement d'Albert Sarraut, qui dispose alors de la force du droit, souhaite intervenir militairement. Il rencontre alors l'opposition du haut commandement mené par le général Gamelin qui évalue mal les forces en présence les estimant à 22 divisions allemandes, 7 en réalité. Il l'en dissuade en arguant avoir besoin de 1,2 million d'hommes pour mener l'opération, là où 10 000 sont nécessaires. Cette tactique du tout ou rien aboutit à paralyser l'action gouvernementale. Les troupes allemandes avaient d'ailleurs l'ordre de reculer en cas de manifestation de la part de la France et de l'Angleterre et Adolf Hitler déclare à ce sujet qu'il s'agit de : « Mon plus grand risque ».
Par la suite, rongée par l'idée de sa propre décadence, et ligotée par des choix stratégiques militaires qui privilégient le statique sur la guerre de mouvement, la France se raccroche à la gouvernance de l'Angleterre, Édouard Daladier déplorant à de nombreuses reprises qu'il est impossible d'agir sans Londres.
Il a été souvent dit[Par qui ?] que les Français de 1940 n'ont pas voulu se battre, en raison d'un pacifisme partagé dans la population. S'il est vrai que le pacifisme prédominait pendant les années 1920 et 1930, après les horreurs de la Grande Guerre et ses 1,4 million de morts qui hante durablement la conscience populaire,, les choses changent radicalement avec l'arrivée d'Édouard Daladier au pouvoir en 1938. À la suite de l'électrochoc de l'épisode de la Rhénanie en 1936, l'opinion française est, dès lors, massivement en faveur d'agir contre Hitler et passe du pacifisme à la résolution de se battre s'il le faut. Malgré les grèves des années précédentes, les ouvriers jouent le jeu et l'industrie atteint des sommets de productivité, sous l'impulsion d'abord du Front populaire, qui malgré le mythe créé par le régime de Vichy, amorce un redressement militaire massif dès 1936 et n'est donc en rien responsable de la défaite, poursuivi en 1938 par Édouard Daladier, qui met en place la semaine de 60 heures et avec une explosion des budgets militaires, passant de 10-15 milliards de francs au début des années 1930 à 65 milliards sous le gouvernement Daladier. Les pertes enregistrées témoignent aussi de la combativité des soldats (voir plus haut).
À titre de comparaison, Philippe Pétain, ministre de la Guerre en 1934, passe commande de 7 chars de combat. Au même moment, Hitler passe commande de 3 Panzer Divisions. Léon Blum rappelle au procès de Riom, où le Front populaire est accusé par le même Philippe Pétain d'être responsable de la défaite, que les dépenses militaires augmentent sous le Front populaire à partir de 1937 sans avoir jamais été aussi importantes sous les gouvernements précédents, et que dans le gouvernement Doumergue qui inclut Pétain comme ministre de la guerre, Pétain réduit de 20% les crédits militaires quand Hitler affiche ses ambitions guerrières,,.

### Politique d’armement
Ce sont moins les mesures sociales du Front populaire (congés payés et semaine de 40 heures) que la sclérose d'une industrie française vieillissante, dépourvu de machines-outils, restée au stade de super artisanat, limitée par un sous-investissement bancaire et dispersée dans une myriade d'innombrables entreprises (70 000 dont 4 000 s'y consacrant à temps plein) éparpillant les projets sans lendemain qui globalement impacte le réarmement. Le Front Populaire devant l'urgence de la situation nationalise 7 entreprises majeures représentant 10 000 ouvriers de 1936 à 1939 pour pallier les défaillances sur secteur privé. En parallèle, il crée la Caisse Nationale des marchés de l’État qui accorde les crédits et avances nécessaire au développement de l'outil industriel.

### Succès français
Lors de la retraite au mois de mai 1940, puis de la débâcle en juin, l’Armée française a quand même connu des succès : la bataille de Hannut près de Gembloux menée par le général Prioux, la bataille de Flavion, près de Charleroi et menée par le général Bruneau, qui eurent pour effet de retarder les chars allemands de 48 heures tandis que des chars français, dirigés par le capitaine Billotte, reprirent dix-sept fois le village de Stonne aux mains des Allemands durant une période de quatre jours. Mais dans tous ces engagements, le soutien aérien français est insuffisant pour permettre une exploitation durable propre à stabiliser les lignes alliées. Ainsi, le 15 mai 1940, le colonel De Gaulle reçoit la mission de retarder l'ennemi dans la région de Laon. Sa division blindée n'est pas encore complètement opérationnelle, mais malgré cela sa contre-attaque de Montcornet parvient à s'enfoncer de plusieurs dizaines de kilomètres dans le front ennemi avant de devoir battre en retraite par manque d'appuis au sol et de soutien aérien.
La ligne de résistance Weygand sur la Somme et l'Aisne fut l'objet de combats très durs un peu partout et de succès défensifs locaux. Parmi eux, le fait d'armes du 18e régiment d'infanterie qui va tenir le village d'Attigny du 14 mai au 10 juin pendant 25 jours de combats consécutifs.
Même si la bataille de Dunkerque est un échec pour les armées franco-britanniques, la défense des soldats français permet aux Anglais d'évacuer leurs troupes (soit 220 000 hommes + 110 000 soldats français). Le général von Küchler, commandant la XVIIIe armée de la Wehrmacht   témoigne dans son (journal de campagne)[réf. nécessaire] :

« Malgré notre écrasante supériorité numérique, les Français contre-attaquent en plusieurs points. Je ne parviens pas à comprendre comment ces soldats, luttant parfois à 1 contre 20, trouvent la force de donner l'assaut. C'est stupéfiant. Je retrouve en ces soldats la même fougue que ceux de Verdun en 1916. Nous ne perçons nulle part et nous subissons des pertes terrifiantes. […] Dunkerque m’apporte la preuve que le soldat français est l’un des meilleurs au monde. L’artillerie française, tant redoutée déjà en 14-18, démontre une fois de plus sa redoutable efficacité. Nos pertes sont terrifiantes : de nombreux bataillons ont perdu 60 % de leurs effectifs, parfois même plus ! »,
Les Cadets de Saumur, à peine 2 500 hommes, soutiennent le choc de 30 000 à 40 000 soldats allemands pendant plusieurs jours. À la fin des combats, les Allemands pensent avoir eu devant eux plusieurs divisions. Impressionné par la ténacité des Français et par le fait d'avoir été tenu en échec par une poignée d'hommes, le général allemand commandant l'attaque, Kurt Feldt, a un beau geste : il fait rendre les honneurs de la guerre aux survivants, leur permet de quitter Saumur avec armes et drapeaux et de passer la ligne de démarcation deux jours plus tard, devant une section allemande au garde à vous, rendant les honneurs en gants blancs. L’armée des Alpes a tenu les Italiens en échec, avant que les Allemands n'attaquent à revers (bataille de la vallée du Rhône).
Le taux de pertes de part et d'autre augmente à partir de début juin malgré la désagrégation progressive de l'Armée française, ce qui tend à infirmer le mythe d'une armée capitulant sans combattre.
Même après la signature de l'armistice, des unités françaises continuent à se battre, dans les gros ouvrages de la ligne Maginot, refusant de se rendre. Il faut de nombreuses injonctions du nouveau gouvernement, menacé par les Allemands de représailles, dont l'annulation de l’armistice, pour qu'ils déposent les armes seulement après le 10 juillet. Les soldats français ont fait ce qu'ils ont pu avec les moyens inadaptés et insuffisants qui leur avaient été fournis et les exemples de courage et de sacrifice n'ont pas manqué.[évasif]
L'historienne Élisabeth du Réau analyse : « Une partie de l’opinion publique espérait encore, à l’automne 1939, que le conflit épargnerait le sanctuaire français. Mais, au printemps 1940, la France était frappée au cœur... et s’abîmait dans la défaite. Les élites dirigeantes de la sphère civile et militaire portaient les plus lourdes responsabilités, mais la guerre était le révélateur des faiblesses du système militaire dont l’organisation générale avait été approuvée sous les différentes législatures de la Troisième République. Le conflit mettait aussi en évidence la vulnérabilité du régime politique et l’inadaptation des institutions héritées du siècle précédent. Enfin, il mettait à nu les pesanteurs de l’organisation économique et la fragilité du corps social tout entier. C’était le coup de grâce pour un régime qui avait su longtemps préserver la sécurité française et les libertés républicaines. Mais, on le sait, la « flamme de la Résistance » ne s’était pas définitivement éteinte... La France un jour serait à nouveau libre ».

## Chronologie
- 9 mai 1940 : la Wehrmacht envahit le Luxembourg.
- 10 mai : l'Armée allemande lance une offensive à travers la Belgique et les Pays-Bas, avec 141 divisions, 2 flottes aériennes (Luftflotte 2 de Kesselring et la Luftflotte 3 de Sperrle)[129] comprenant presque 4 020 avions et un corps de blindés.
- 10 mai : capitulation du Luxembourg ; puis occupation totale et annexion de fait du pays le 11 mai.
- 10 au 13 mai : Percée des armées allemandes dans les Ardennes.
- 15 mai : les Pays-Bas capitulent.
- du 15 au 27 mai: Bataille de Stonne dans les Ardennes.
- du 16 au 23 mai: Bataille de la Sambre
- 17 mai : entrée des troupes allemandes à Bruxelles. Bataille de Montcornet dans l'Aisne.
- 18 mai : entrée des troupes allemandes à Anvers.
- du 20 au 27 mai : front de l'Escaut (Nord) entre Wavrechain-sous-Faulx et Bruille-Saint-Amand
- 20 mai : les blindés allemands approchent d'Abbeville. Début de la Bataille de Dunkerque.
- 21 mai : Bataille d'Arras
- 26 mai au 4 juin : Opération Dynamo, évacuation des soldats alliés par les plages et le port de Dunkerque.
- 28 mai : reddition de l'Armée belge. Annexion de fait des communes de langue allemande de l'Est de la Belgique.
- 3 juin : Opération Paula de la Luftwaffe visant à détruire les dernières unités de l'Armée de l'air française.
- 9 juin : Combat de Pont-de-l'Arche dans l'Eure
- 10 au 13 juin : Opération Cycle, évacuation des troupes alliées depuis le port du Havre.
- 10 au 25 juin : Mussolini, allié d'Hitler, déclare la guerre à la France et s'ensuit la Bataille des Alpes des forces françaises contre l'armée Italienne.
- 14 juin : entrée des blindés allemands à Paris.
- 15 au 25 juin : Opération Ariel, évacuation des forces alliées depuis les ports de l'ouest de la France.
- 16 juin : Démission de Paul Reynaud de la présidence du Conseil, le maréchal Pétain est nommé à sa place.
- 17 juin : Pétain, nouveau chef du Gouvernement français, fait un discours officiel à la radio où il annonce qu'« il faut cesser le combat » et qu'il recherche avec l'ennemi « les moyens de mettre un terme aux hostilités » (les combats vont toutefois se poursuivre et ne cesseront réellement qu'à partir du 22 juin).
- 17 juin : départ de de Gaulle pour Londres.
- 18 juin : 1er appel de de Gaulle à poursuivre la lutte sur les ondes de la BBC.
- 18 au 21 juin : Défense de la Loire, Combats de Saumur
- 22 juin : signature de l’armistice franco-allemand.
- 22 juin : 2e appel de de Gaulle à poursuivre la lutte sur les ondes de la BBC.
- 24 juin : signature de l’armistice franco-italien.
- 26 juin : le général de Gaulle dépose un mémorandum devant le gouvernement britannique, qui permettait aux Français Libres d'être reconnus comme autorité française à part entière par le gouvernement britannique.
- 2 au 6 juillet : Opération Catapult et Attaque de Mers el-Kébir, opération militaire britannique visant à capturer ou neutraliser les bâtiments de guerre de la Marine française afin qu'ils ne tombent pas entre les mains du Reich. La France et le Royaume-Uni n'étant pas en guerre au moment de l'attaque, l'opération marque une rupture entre les deux pays.
- 4 juillet : l’ancien président du Conseil Pierre Laval présente le projet de loi qui acte la fin de la Troisième République en confiant les pleins pouvoirs constituants au maréchal Pétain.
- 10 juillet : En Assemblée nationale, au théâtre du Grand Casino de Vichy, la Chambre des députés et le Sénat votent la loi constitutionnelle à une majorité de 569 pour 649 votants et 846 inscrits.
- 11 juillet : Le président Albert Lebrun refuse de démissionner, mais les nouveaux actes constitutionnels abrogent l'article 2 des lois constitutionnelles de 1875.
- 12 juillet : Pierre Laval, second ministre d'État de l'ancien gouvernement est appelé par Pétain comme vice-président du Conseil — le maréchal restant à la fois chef de l’État et du Gouvernement — et l'acte constitutionnel no 4 fait de Laval le dauphin de Pétain en cas de vacance du pouvoir.
- 16 juillet : Philippe Pétain forme le premier gouvernement du régime de Vichy et maintient Pierre Laval comme vice-président du Conseil.
- 25 juillet : la France est coupé en quatre: zone occupée, zone libre (séparées par une ligne de démarcation), deux départements du Nord et du Pas-de-Calais sous administration militaire allemande de Bruxelles et annexion de facto par l'Allemagne des départements de la Moselle, du Haut-Rhin et du Bas-Rhin (Alsace).